# Giotto di Bondone
« Giotto » redirige ici. Pour les autres significations, voir Giotto (homonymie).
Giotto di Bondone ou Ambrogiotto di Bondone, dit Giotto, né en 1266 ou 1267 à Vespignano ou Romignano et mort le 8 janvier 1337 à Florence, est un peintre, sculpteur et architecte italien de la République florentine. Artiste majeur du Trecento, ses œuvres sont à l'origine du renouveau de la peinture occidentale. C'est l'influence de sa peinture qui va provoquer le vaste mouvement général de la Renaissance à partir du siècle suivant.
Giotto se rattache au courant artistique de la Pré-Renaissance, dont il est l'un des maîtres, qui se manifeste en Italie, au début du XIVe siècle. En cette fin du Moyen Âge, Giotto est le premier artiste dont la pensée et la nouvelle vision du monde aidèrent à construire ce mouvement, l'humanisme de la Renaissance, qui place l'homme au centre de l'univers et le rend maître de son propre destin.
Les fresques que Giotto a peintes à Florence (basilique Santa Croce de Florence), à Assise (basilique Saint-François d'Assise) et à Padoue (chapelle des Scrovegni dans l'église de l'Arena de Padoue) figurent parmi les sommets de l'art chrétien.
Son influence sur les générations d'artistes qui le suivirent est immense à tel point qu'on a pu parler d'écoles « giottesques » à propos de certaines écoles de peinture regroupant des peintres dont l'œuvre a été marquée par celle du maître toscan. Des peintres comme ceux de l'école de Rimini (Giovanni Baronzio, Neri da Rimini, Pietro da Rimini) figurent parmi ses héritiers à la suite du passage de Giotto, difficile à dater (vraisemblablement entre 1303 et 1309) dans leur ville, où, entre ses séjours à Padoue et Assise, il était venu peindre un cycle de fresques (aujourd'hui perdues) pour l'église San Francesco.

## Biographie

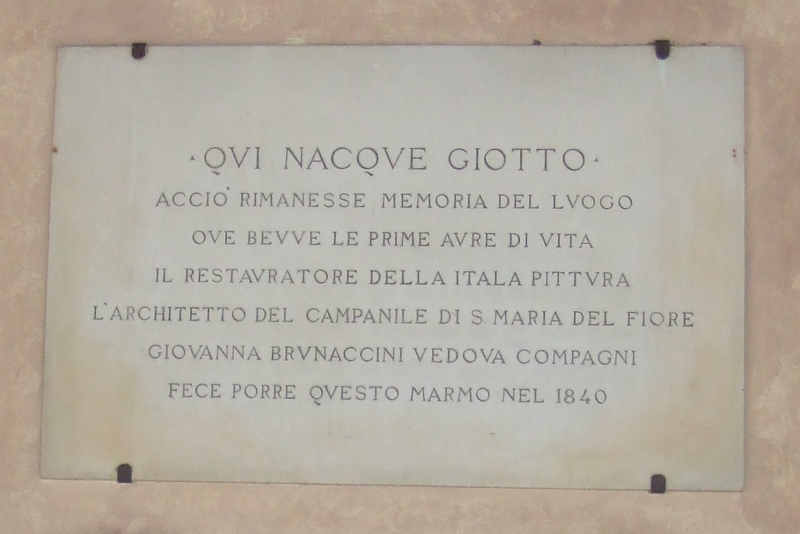
Plaque commémorative à Vespignano.

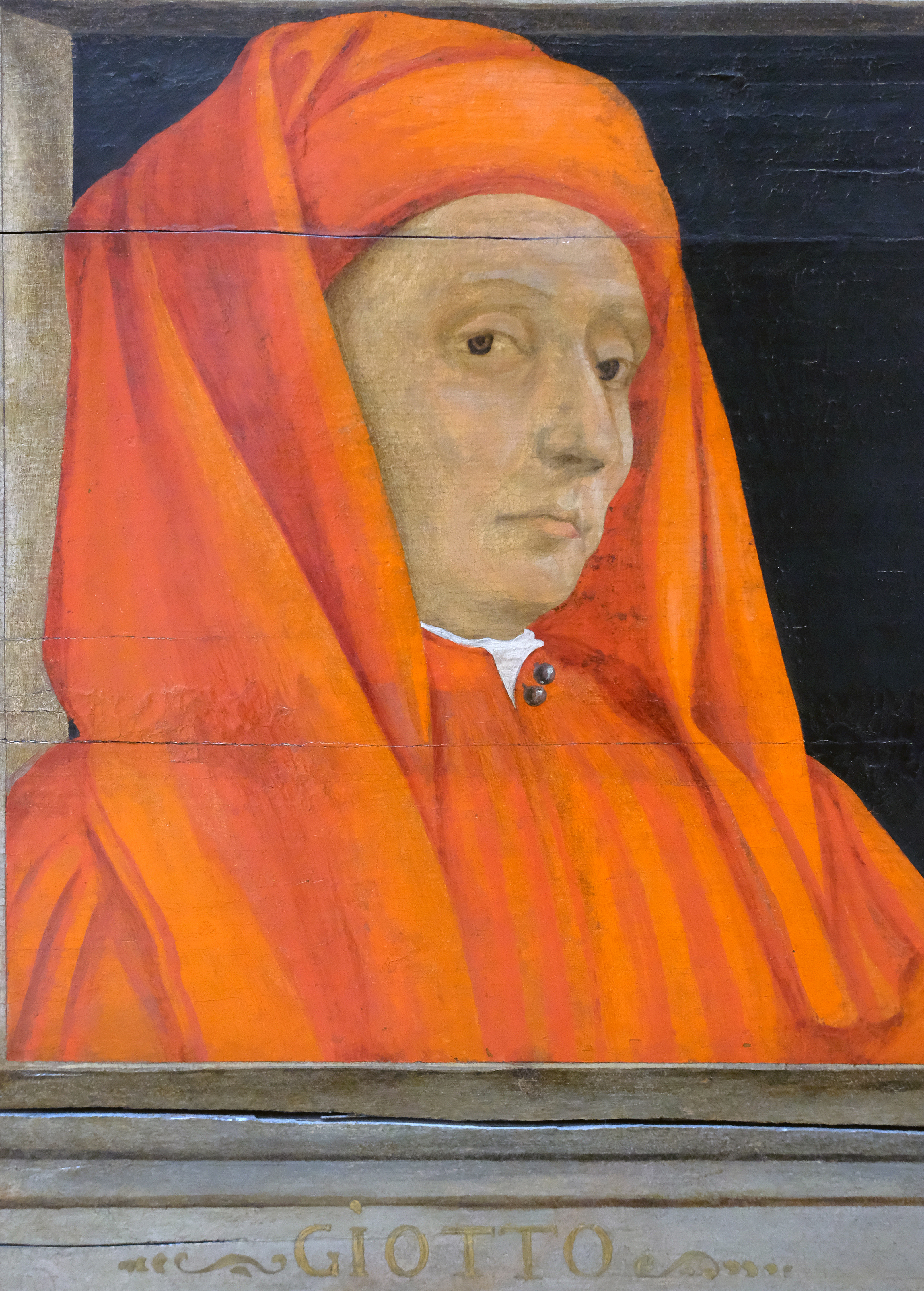
Anonyme, Cinq Maîtres de la Renaissance florentine (entre 1490 et 1550), Paris, musée du Louvre. Détail : portrait de Giotto.

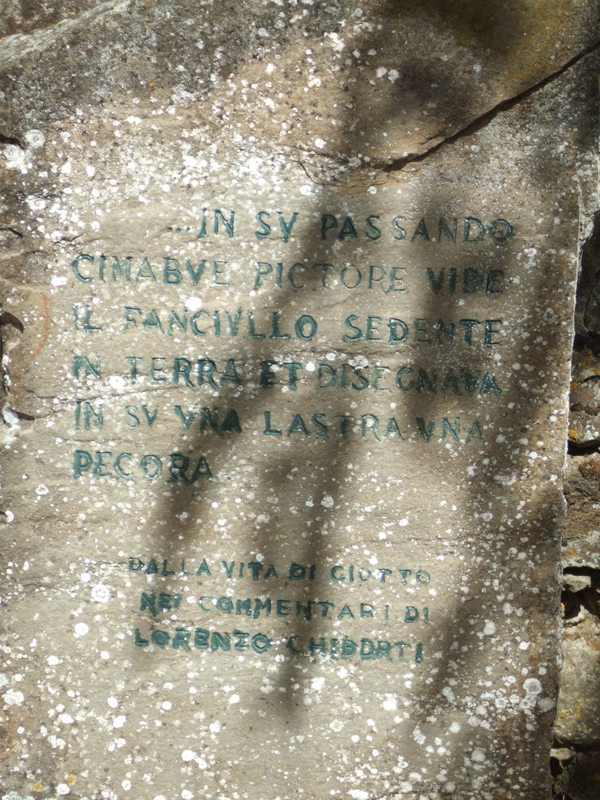
Plaque commémorative sur le pont de Cimabue.

### Jeunesse

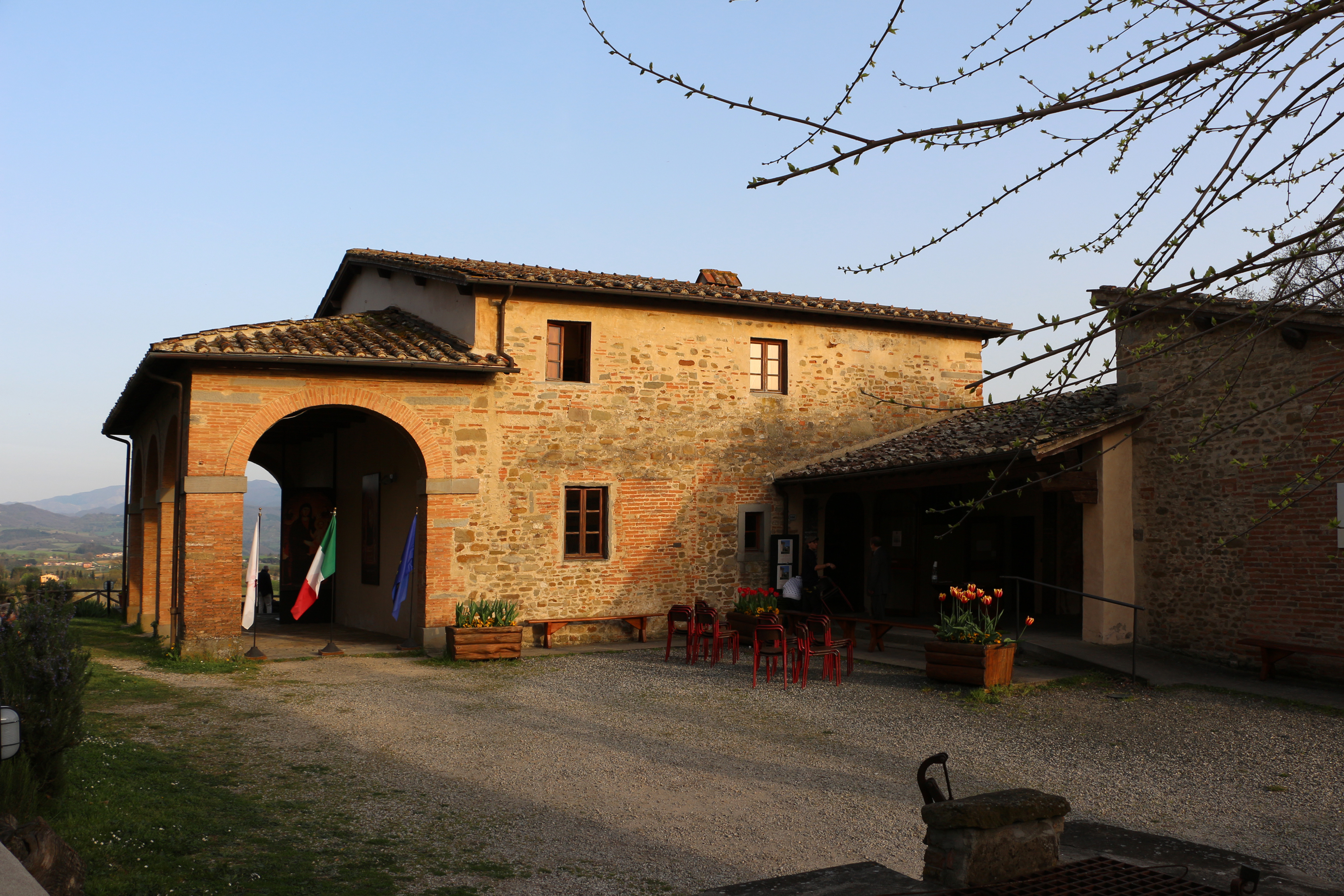
Vespignano, maison de Giotto.

Selon la plupart des historiens, Giotto est né en 1267, à Colle di Vespignano (ou à Romignano), un village près de Vicchio di Mugello, au nord-est de Florence, en Toscane. Cette déduction est basée sur le vers que Pucci a fait à partir de la Chronique de Giovanni Villani et semble assez fiable, la date pouvant toutefois être déplacée d'un ou deux ans. Une minorité d'historiens place sa date de naissance en 1276, selon la chronologie que Vasari propose dans la biographie consacrée à l'artiste dans Les Vies. La date donnée par Vasari ne serait pas fiable s'il est acquis que Giotto devait avoir au moins vingt ans vers 1290, lorsqu'il peignit ses premières œuvres.
Il est né dans une famille de petits propriétaires terriens (Bondone était son père), famille qui, comme beaucoup d'autres, n'a déménagé que plus tard à Florence. Selon la tradition, jusqu'ici non documentée, la famille a confié leur fils à l'atelier de Cimabue.
D'après la légende, recueillie par Lorenzo Ghiberti et Giorgio Vasari, « Giotto enfant aurait commencé par garder les chèvres de son père Bondone, et le peintre Cimabue, le surprenant à dessiner sur une pierre avec un charbon près d'un cours d'eau, émerveillé de son génie précoce, aurait emmené le jeune berger, âgé d'une douzaine d'années, dans son atelier ». Une plaque commémorative est visible près du pont où aurait eu lieu cette rencontre hypothétique.
Les premières années du peintre ont fait l'objet de croyances presque légendaires dès son vivant. Giorgio Vasari raconte aussi comment Giotto a pu dessiner une circonférence parfaite sans avoir besoin d'un compas, le fameux « O » de Giotto. Tout aussi légendaire est l'épisode d'une blague faite par Giotto à Cimabue en peignant une mouche sur une planche : cela aurait été tellement réaliste que Cimabue, retournant travailler sur la planche, aurait tenté de la chasser :

« On rapporte que Giotto, dans sa jeunesse, peignit un jour d'une manière si frappante une mouche sur le nez d'une figure commencée par Cimabue que ce maître, en se remettant à son travail, essaya plusieurs fois de la chasser avec la main avant de s'apercevoir de sa méprise. »

— Giorgio Vasari, Le Vite
D'autres textes plus récents affirment que Giotto et Cimabue se seraient rencontrés à Florence. Quoi qu'il en soit, c'est bien Cimabue qui assure la formation du jeune garçon au talent prometteur.
Giotto se marie vers 1287 avec Ciuta (Ricevuta) di Lapo del Pela. Le couple a quatre filles et quatre fils, dont l'ainé, Francesco, est lui-même devenu peintre. Il est inscrit en 1311 dans la compagnie des peintres de Florence et eut Taddeo Gaddi, Bernardo Daddi, Puccio Capanna et Ottaviano da Faenza comme élèves. Giotto a veillé à ce qu'un autre de ses fils, également nommé Francesco, devienne prieur de l'église San Martino à Vespignano, ainsi que son procureur au Mugello, où il agrandit les propriétés foncières de la famille. Il marie ensuite trois de ses filles avec des hommes aux alentours de la colline du Mugello, signe sans équivoque de sa très forte « Mugellanitie » et des liens profonds entretenus par le peintre tout au long de sa vie avec son territoire d'origine. Des études récentes indiquent comme l'une de ses premières œuvres, le fragment de la Madone conservé au Mugello dans la Pieve di Borgo San Lorenzo, datant d'environ 1290. Giotto est officiellement nommé pour la première fois dans un document de 1309, dans lequel il est enregistré que Palmerino di Guido rembourse à Assise un prêt en son nom en qualité de peintre.
Giotto ouvre un atelier où il est entouré d'élèves ; il s'occupe principalement de la conception des œuvres et de la mise en place des compositions les plus importantes, tandis qu'il laisse celles secondaires aux assistants.
Giotto dépasse la dématérialisation de l'image, l'abstractionnisme typique de l'art byzantin, se réapproprie magistralement la réalité naturelle dont il est un grand narrateur, habile à organiser les scènes avec réalisme et à créer des groupes de personnages qui interagissent les uns avec les autres, insérés dans un espace dont il a une grande maîtrise en s'ouvrant à la troisième dimension, c'est-à-dire à la profondeur. Dans sa technique, il marque une rupture avec l'art gothique italien du Duecento. Il insuffle un certain naturalisme à la peinture, abandonnant sa conception hiératique, c’est-à-dire avec la représentation symbolique des personnages dans une conception de la stature plutôt figée. Ce naturalisme se traduit par le fait que les personnages sont toujours caractérisés par une expressivité remarquable des sentiments et des humeurs, dans une représentation de la figure humaine rendue avec plasticité, avec un accent sculptural solide. Giotto mène une enquête approfondie sur l'émotion humaine, toujours rendue avec un réalisme vivant.
Il représente des scènes dans lesquelles l'accent est mis sur la communication entre les personnages. La perspective a un point de fuite, quoique l'espace représenté y soit parfois ambigu du fait de l'emplacement des personnages qui cachent les lignes de fuite. Tout en laissant de côté la représentation française délicate des personnages pour en accentuer la solidité, il continue tout de même à puiser dans le répertoire des motifs gothiques tels que les quadrilobes.
Ses peintures sont d'inspiration religieuse : nombreux retables, grandes surfaces couvertes de fresques à Padoue (scènes de la Bible à la chapelle de l'Annunziata ou des Scrovegni) et à Assise (église inférieure de la basilique et, surtout, scènes de la vie de François d'Assise dans l'église supérieure de la même basilique Saint-François, fresques du Palazzo della Ragione de Padoue, détruites en 1420).

### Madone de San Giorgio alla Costa

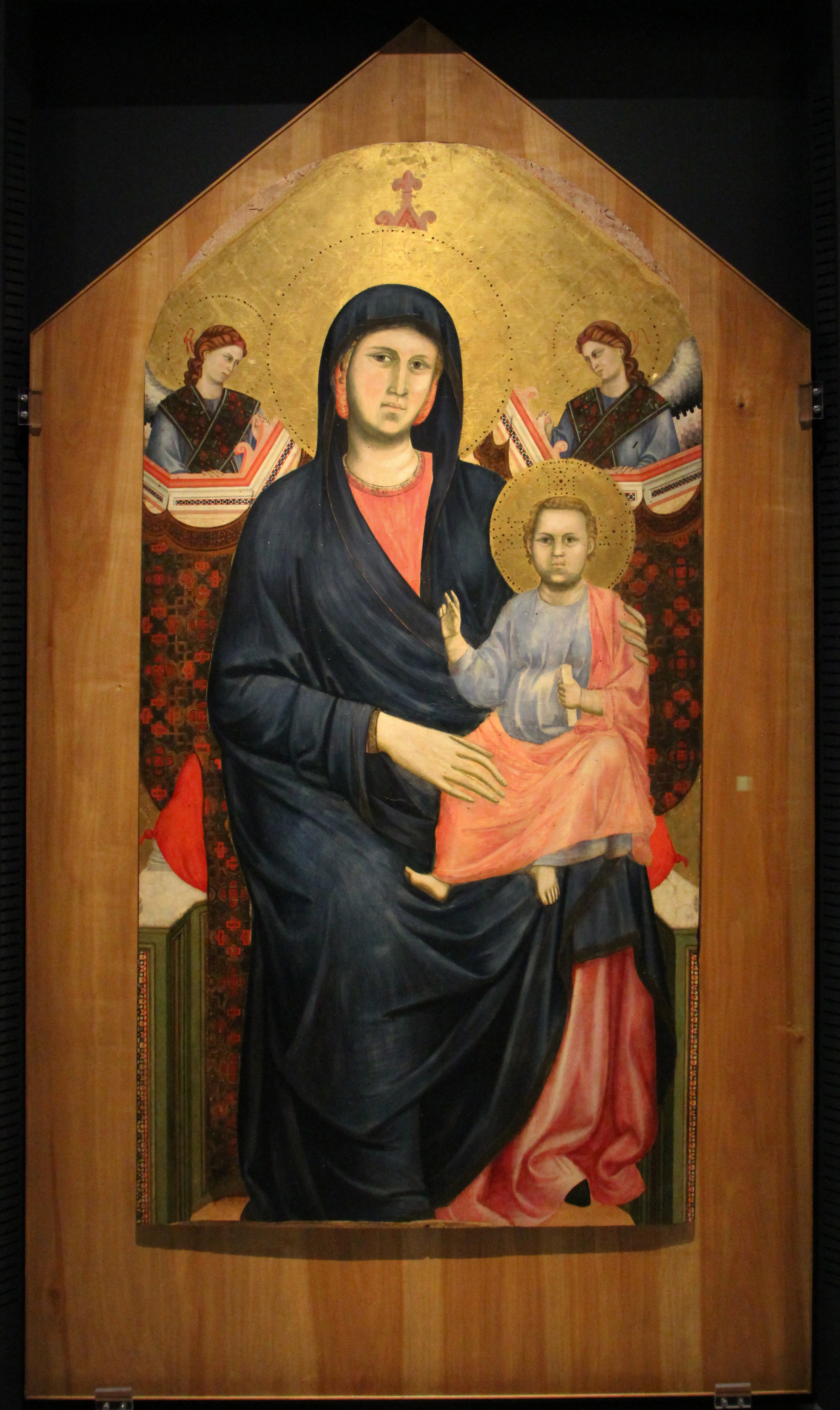
Madone de San Giorgio alla Costa, vers 1295 (Musée diocésain d'art sacré de Florence).

Selon certains chercheurs, le premier panneau peint par Giotto seul serait la Madone de San Giorgio alla Costa (à Florence, maintenant au musée diocésain d'art sacré), qui pourrait être antérieure aux fresques d'Assise. Pour d'autres, cependant, ce serait un travail postérieur au chantier de construction d'Assise et aussi au Crucifix de Santa Maria Novella.
Cette œuvre montre un rendu solide du volume des personnages dont les attitudes sont plus naturelles que par le passé. Le trône est inséré dans une perspective centrale, formant presque une « niche » architecturale, suggérant une impression de profondeur.
La nouveauté du langage de ce panneau, relativement petit et écourté sur toutes ses marges, se comprend mieux en faisant une comparaison avec les exemples florentins de Majesté qui l'ont immédiatement précédé, comme ceux de Coppo di Marcovaldo et Cimabue.

### Fresques de la basilique supérieure Saint-François d'Assise

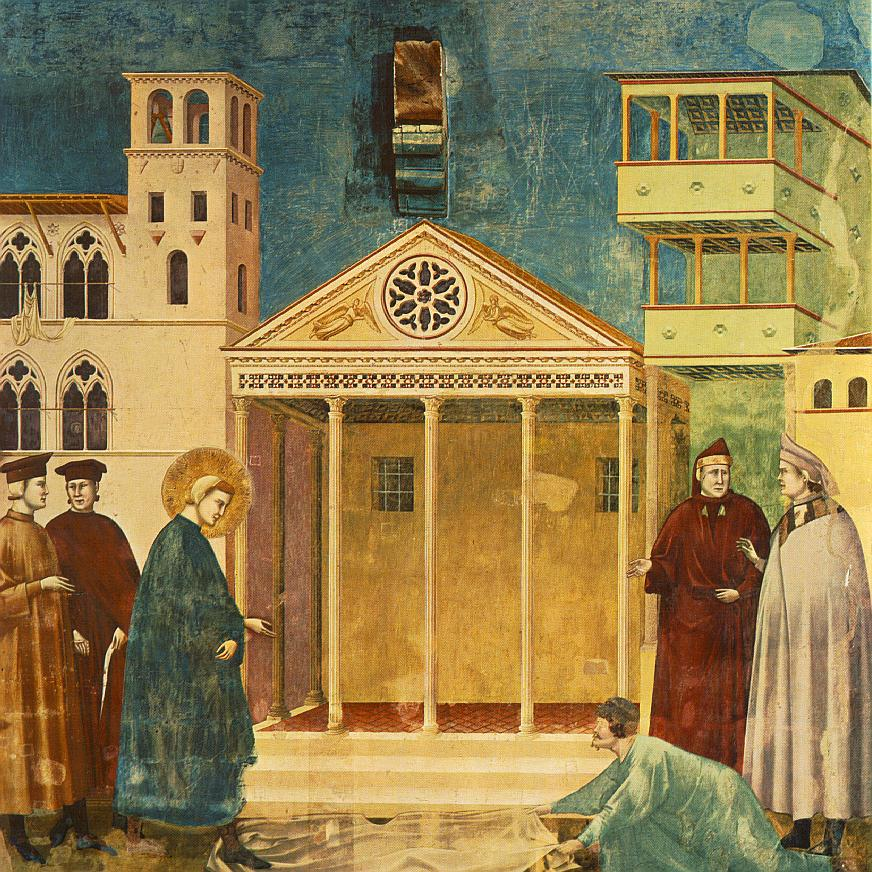
Un Habitant d'Assise étend son manteau sous les pas de François, une des fresques de la vie de saint François à Assise, basilique Saint-François d'Assise.

La basilique Saint-François d'Assise, siège de l'ordre et lieu de sépulture de son fondateur, est achevée en 1253. Le début précis des travaux de décoration par des fresques des murs intérieurs reste un mystère en raison de la destruction des archives anciennes au XIXe siècle ; on peut raisonnablement supposer qu'il remonte peu après le milieu du XIIIe siècle pour la basilique inférieure, et aux années 1288-1292 pour la basilique supérieure.
Les murs de l'église supérieure de la basilique Saint-François d'Assise (à une seule nef avec abside et vitraux), sont couverts des fresques allégoriques de Giotto sur le thème la vie du saint, et sont réalisées dans la dernière décennie du XIIIe siècle.
Elles y côtoient des œuvres de Simone Martini (vers 1280-1344), les Épisodes de la vie et de la passion du Christ, et d'Ambrogio Lorenzetti (v. 1290-1348), La Madone et les saints et les Stigmates.
La question de savoir si Giotto est intervenu ou non pour la décoration à fresque de la basilique supérieure fait débat. De nombreux historiens pensent que l'intervention de Giotto, des Histoires d'Isaac à presque tout le cycle de la Vie de saint François, est certaine. Luciano Bellosi (1985), Miklós Boskovits (2000) Angelo Tartuferi (2004) et Serena Romano (2008) se sont exprimés favorablement à cet égard. D'autres historiens pensent que l'intervention d'un peintre de l'école romaine, comme Pietro Cavallini, est beaucoup plus probable. Richard Offner (1939), Millard Meiss (1960), Alastair Smart (1971), Federico Zeri (1997) et Bruno Zanardi (1997) se sont exprimés en ce sens.
Selon le premier courant de pensée, Giotto aurait coordonné, sur une période d'environ deux ans, entre 1290 et 1292, différents artistes qui auraient laissé des empreintes différentes au cycle, même conçu sous une vision unifiée. Giotto se serait éloigné du site d'Assise avant de peindre la première et les trois dernières scènes du cycle (les quatre dernières à avoir été peintes) qui seraient attribuables au Maestro della Santa Cecilia.
Selon la deuxième hypothèse, l'arrivée de Giotto serait datée vers 1297, lorsqu'une partie des fresques de la chapelle San Nicola dans la basilique inférieure sont réalisées, avec l'Annonciation sur le mur d'entrée et les deux scènes des Miracles post mortem de Saint François et de la Mort et de la résurrection de l'enfant de Suessa, qui présenteraient des affinités techniques et exécutives évidentes avec la chapelle Scrovegni et différeraient du cycle franciscain.
Ces fresques, qui inaugurent une manière de peindre neuve et vivante, tout appuyée sur l'observation de la nature, la précision expressive des attitudes et des traits, durent exciter l'enthousiasme des contemporains. C'est la première fois que l'on rompt aussi ouvertement avec la tradition byzantine, avec les thèmes de convention éternellement reproduits, selon les mêmes règles, pour s'inspirer des récits populaires et des usages du temps.

#### Histoires d'Isaac

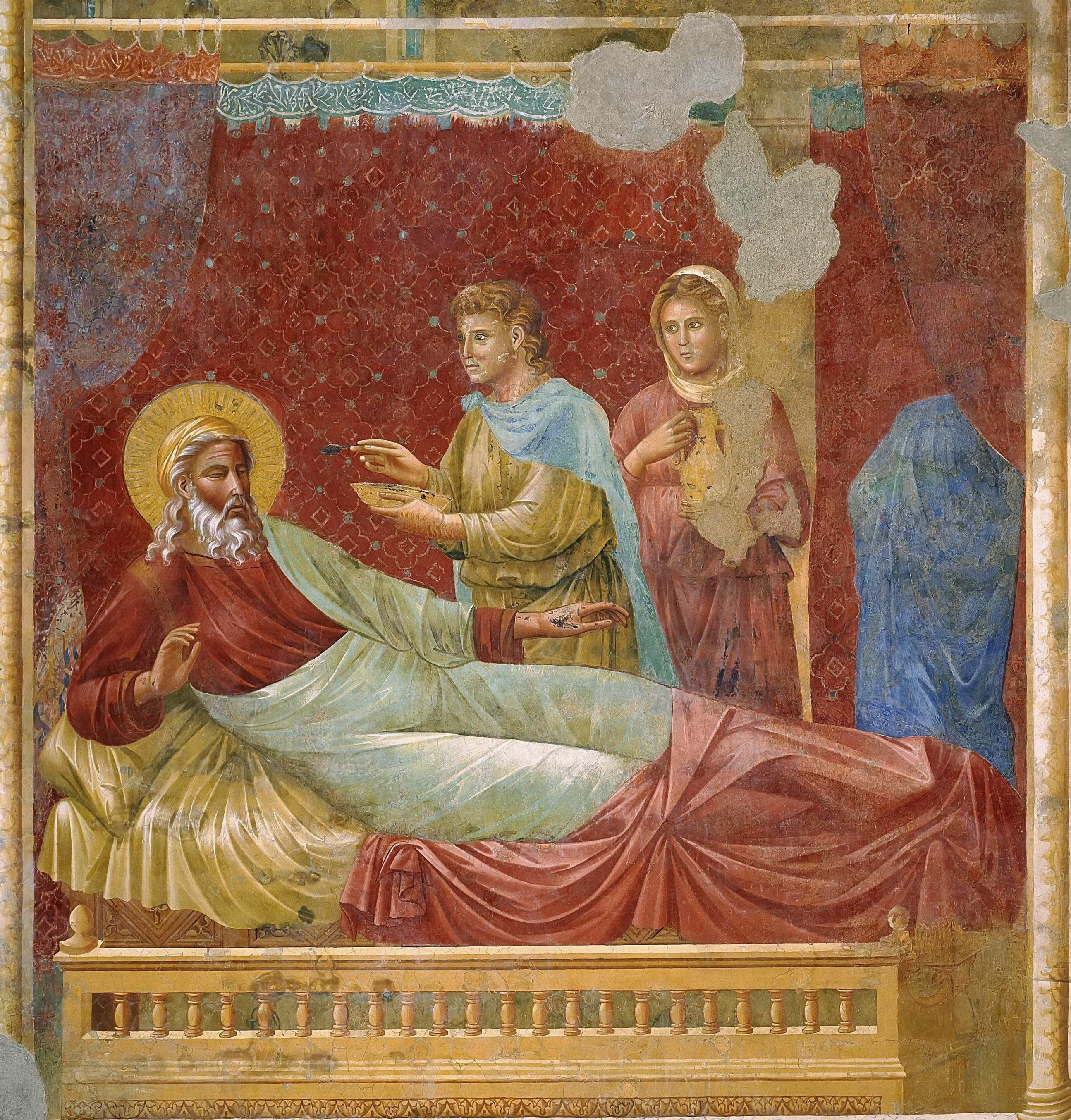
Isaac repousse Esaü.

Les premières fresques de l'église supérieure ont été réalisées dans le transept par le Maestro Oltremontano puis par l'atelier de Cimabue, où devait probablement se trouver le jeune Giotto (1288-1292). L'intervention directe de Giotto a été reconnue avec insistance par de nombreux historiens dans deux scènes de la partie supérieure de l'allée droite avec les Histoires d'Isaac : Bénédiction d'Isaac à Jacob et Isaac repousse Ésaü qui se trouvent dans la troisième travée à la hauteur de la fenêtre. Le peintre de ces deux scènes a une prédisposition particulière au rendu volumétrique des corps à travers un clair-obscur accentué, et est parvenu à placer ses propres scènes dans un environnement architectural fictif, dessiné selon une perspective et un raccourci latéral. La technique utilisée est également différente avec, pour la première fois, l'usage du « jour » mis en pratique.

#### Histoires de saint François

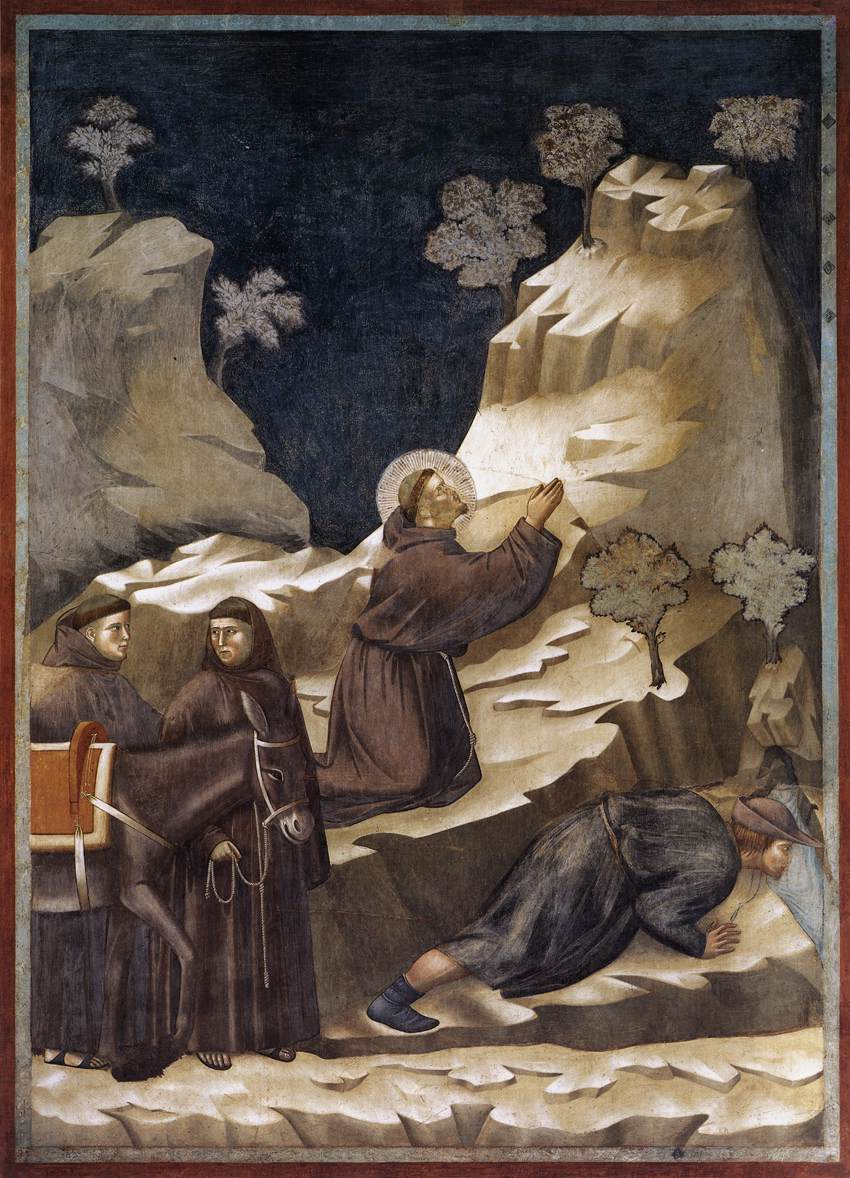
Saint François fait jaillir une source pour un paysan assoiffé.

Selon la théorie attribuant la paternité de Giotto sur ces fresques, il aurait peint à la fresque la bande inférieure de la nef avec les vingt-huit Histoires de saint François qui marquent un tournant dans la peinture occidentale. Le cycle franciscain illustre fidèlement le texte de la Légende compilé par saint Bonaventure et déclaré par lui comme le seul texte de référence officiel de la biographie franciscaine. Sous chaque scène se trouve une légende descriptive tirée des différents chapitres de la Légende qui sont illustrés.
Ce cycle est considéré par beaucoup comme le début de la modernité et de la peinture latine. La tradition iconographique sacrée reposait en effet sur la tradition picturale byzantine et donc sur un répertoire iconographique codifié au cours des siècles ; le sujet contemporain (un saint moderne) et un répertoire d'épisodes extraordinaires (par exemple, personne n'avait jamais reçu les stigmates avant saint François) obligeait le peintre à créer de nouveaux modèles et figures dans les fresques, ne s'inspirant que partiellement des modèles de peintres qui s'étaient déjà essayés aux épisodes franciscains sur bois (comme Bonaventura Berlinghieri ou le Maestro del San Francesco Bardi). Un nouveau parcours d'études bibliques (mené par les théologiens franciscains et dominicains) y est juxtaposé, qui préfère la lecture des textes dans leur sens littéral (sans trop de symbolisme et de références allégoriques) permettant de conduire les fidèles à la rencontre la plus vivante possible et à une identification avec le texte sacré. Le choix des représentations dans des vêtements modernes est favorisé et l'accent est mis sur l'expression de l'expérience.

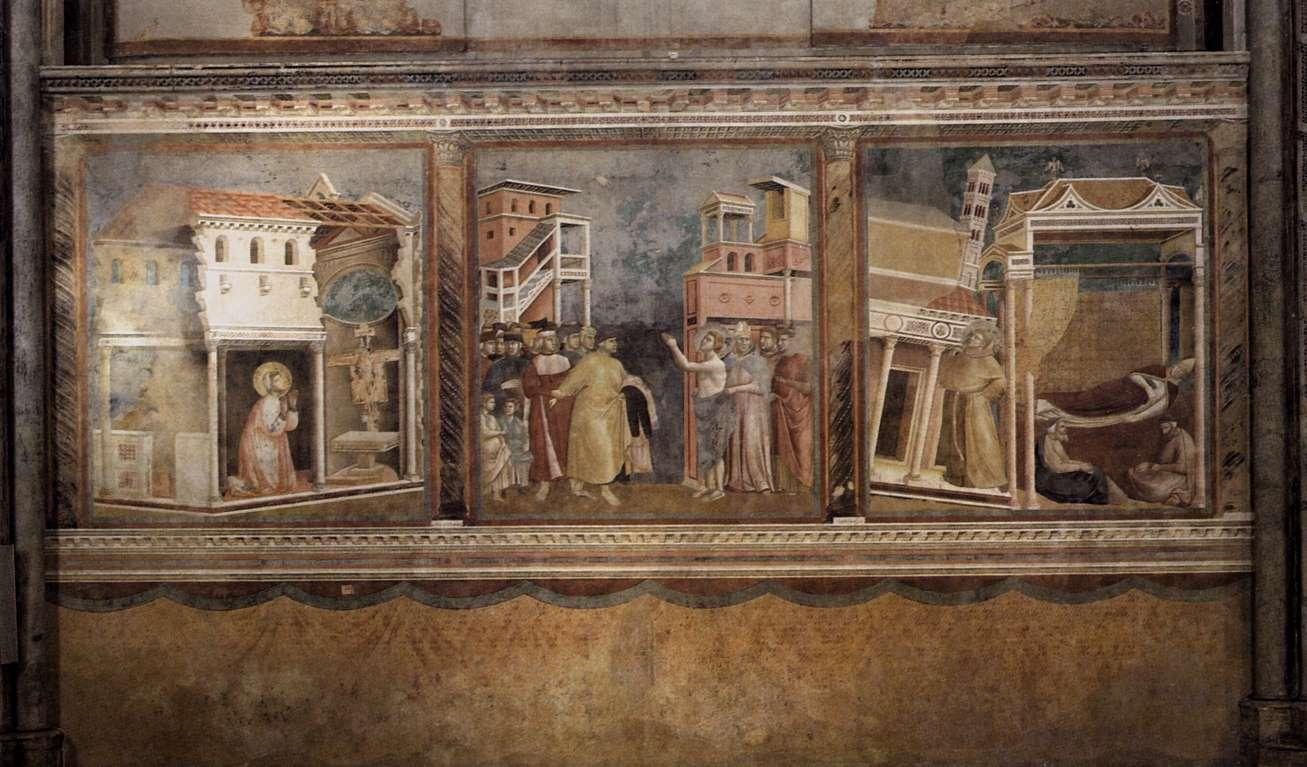
Histoires de saint François, scènes Nos. 4-6.

### Crucifix de Santa Maria Novella

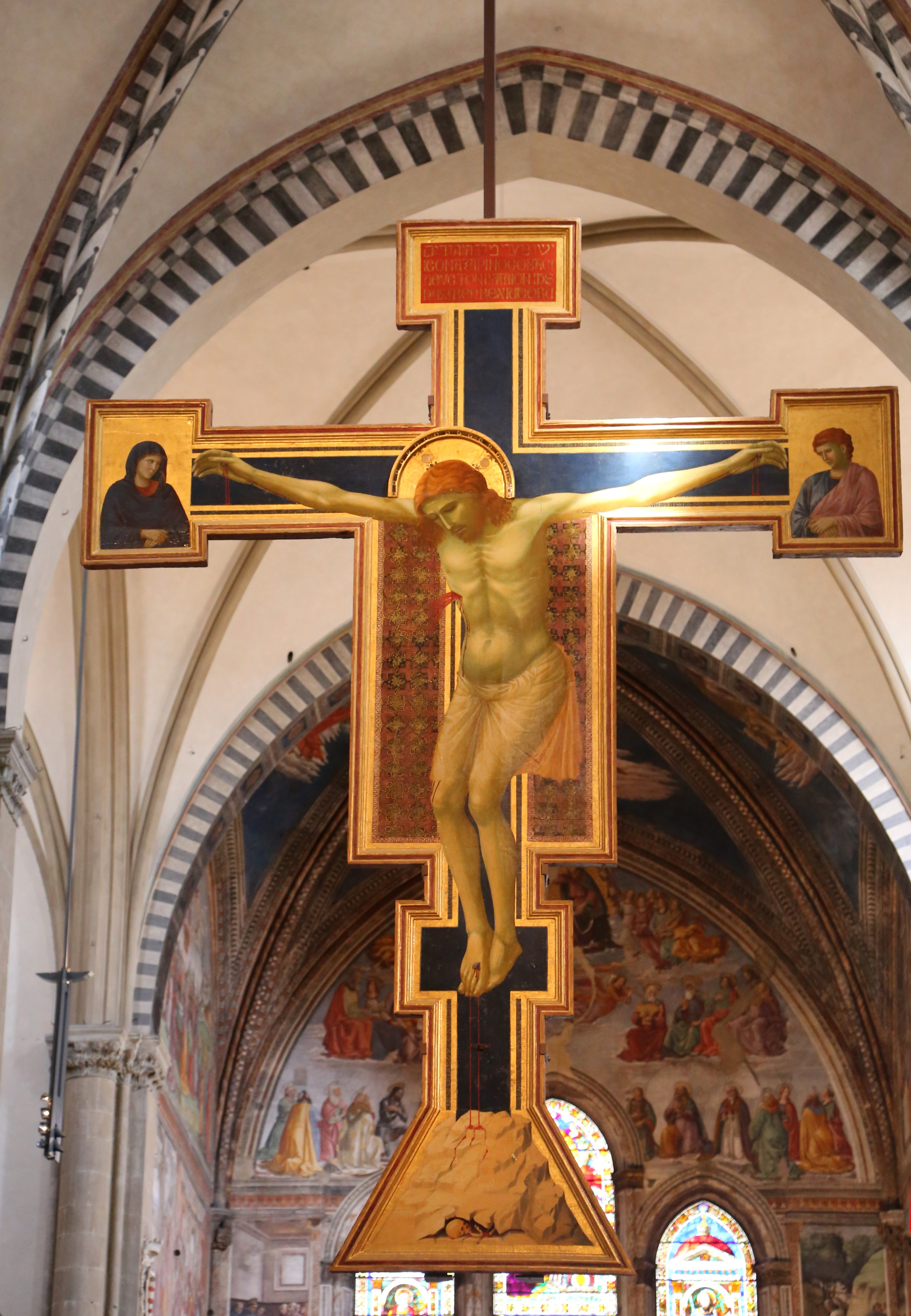
Crucifix à Santa Maria Novella.

Son premier chef-d'œuvre florentin est le grand crucifix à Santa Maria Novella, mentionné comme une œuvre de Giotto dans un document de 1312 par un certain Ricuccio di Puccio del Miller, mais aussi par Ghiberti, datable vers 1290, contemporain donc aux Histoires de saint François de la basilique supérieure d'Assise,.
C'est le premier sujet que Giotto révolutionne : contrairement à l'iconographie désormais « canonisée » par Giunta Pisano du Christus patiens sinueusement cambré à gauche (pour l'observateur), Giotto peint le cadavre de manière verticale, les jambes pliées, ce qui permet de dégager tout le poids. La forme, qui n'est plus sublimée par les éléments stylistiques habituels, devient ainsi humaine et populaire.
Ces nouveautés contiennent tout le sens de son art et de la nouvelle sensibilité religieuse qui redonne au Christ sa dimension terrestre et qui en tire le sens spirituel le plus profond. Seul l'auréole rappelle sa nature divine, mais Giotto montre un homme humble qui souffre vraiment, avec lequel l'observateur peut comparer ses douleurs.
Dans ces années, Giotto est déjà un peintre établi, capable d'avoir de nombreux imitateurs dans la ville, tout en n'étant que le précurseur d'un courant d'avant-garde qui s'est imposé par la suite.
Le contexte toscan et florentin de l'époque est animé par de grands ferments innovants qui influencent Giotto : à Pise, l'atelier de Nicola Pisano, puis de son fils Giovanni a entamé un processus de récupération de la plénitude de la forme et des valeurs de l'art de la Rome classique, actualisé par des influences gothiques transalpines, tandis que Sienne, en contact privilégié avec de nombreux centres culturels européens, voit se greffer des nouveautés gothiques sur la tradition byzantine dans la peinture d'un artiste comme Duccio di Buoninsegna.

### Saint François d'Assise recevant les stigmates

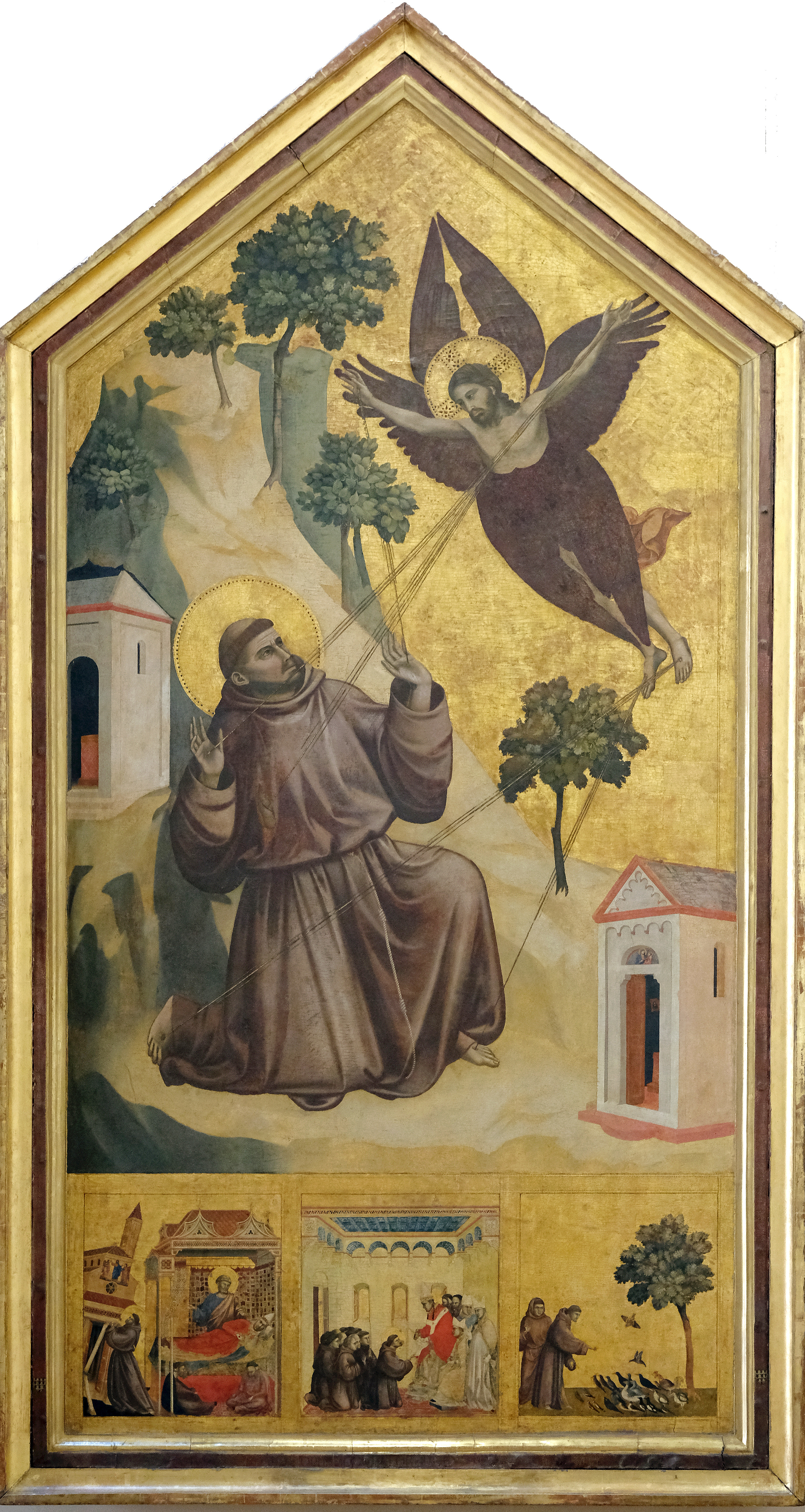
Saint François d'Assise recevant les stigmates.

Le retable signé de Pise et conservé au Louvre à Paris, représentant Saint François d'Assise recevant les stigmates, dans lequel les histoires de la prédelle sont directement tirées des scènes d'Assise, est également considéré comme datant du début de l'activité de Giotto : c'est pourquoi il est considéré par certains comme une raison d'attribuer au peintre le Cycle franciscain d'Assise.

### Premier séjour à Rome
En 1298, ayant probablement achevé les fresques d'Assise, il se rend à Rome pour un premier séjour à la demande du cardinal Jacopo Gaetani dei Stefaneschi, neveu du pape Boniface VIII. Ferdinando Leopoldo Del Migliore mentionne au XVIIe siècle que Giotto travaille à Rome à l'époque du pape Boniface VIII, pontife de 1295 à 1303.
Il se peut donc que Giotto travaille à Rome jusque vers 1300, année du Jubilé, expérience dont il ne reste aucune trace significative. Pour cette raison, il n'est toujours pas possible de juger de son influence sur les peintres romains ou, au contraire, d'apprécier à quel point son style a été influencé par l'école romaine.

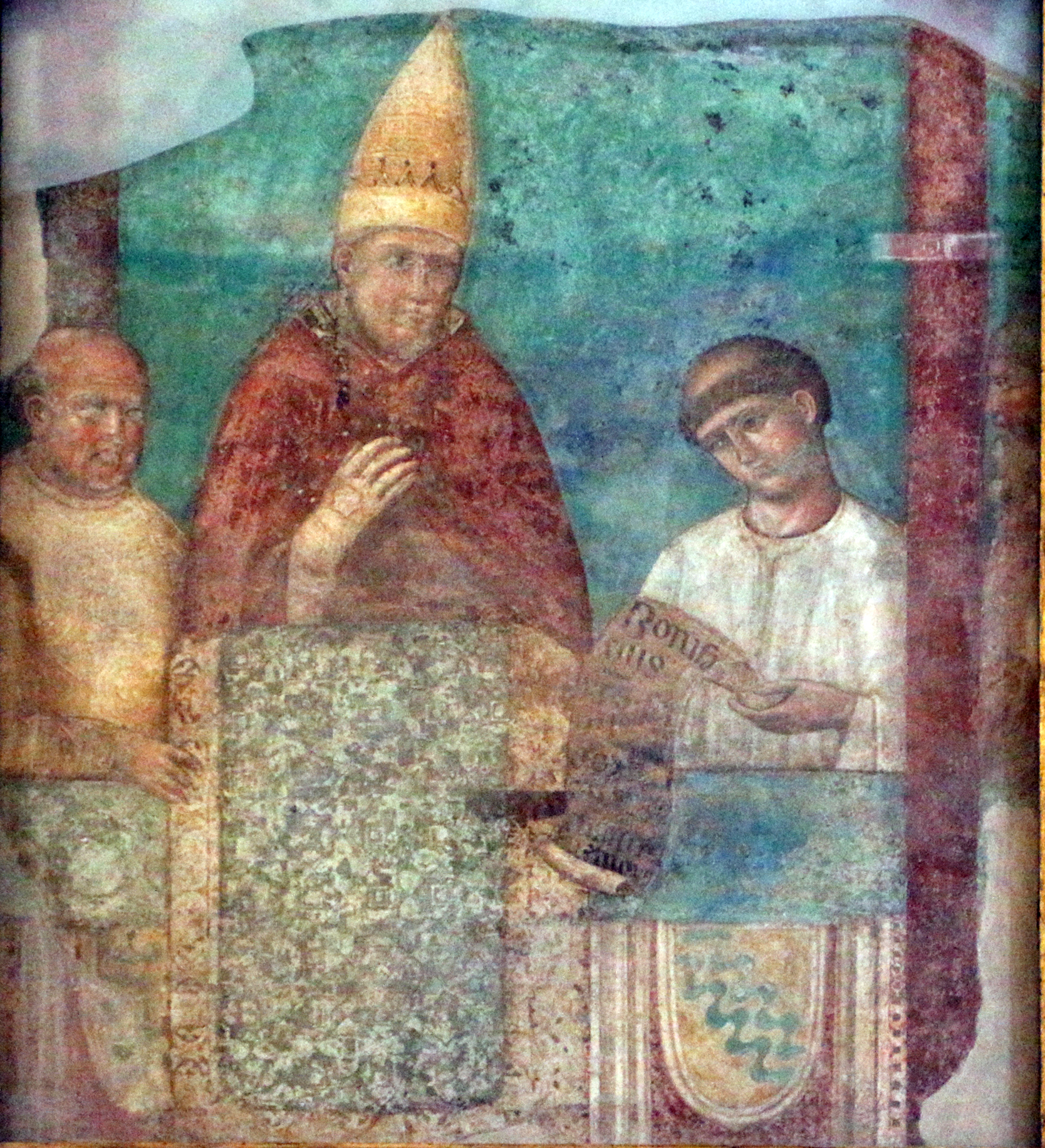
Fresque du Jubilé.

On lui attribue cependant le fragment de fresque, dite du Jubilé, commandée par Boniface VIII et maintenant installé à la basilique Saint-Jean-de-Latran. Le pape est représenté entre deux ecclésiastiques. Celui du côté droit de la fresque déroule un parchemin sur lequel est inscrit : « Bonifacius episcopus servus servorum sei as perpetuam rei memoriam (Boniface évêque, serviteur des serviteurs de Dieux, pour la mémoire perpétuelle des choses). »

### Retour à Florence
Des documents cadastraux de 1301 et 1304 permettent de connaitre ses propriétés à Florence, qui sont importantes. Pour cette raison, l'hypothèse a été émise que, vers l'âge de trente ans, Giotto est déjà à la tête d'un atelier capable de satisfaire les commandes les plus prestigieuses.
Au cours de cette période, il peint le polyptyque Badio (Galerie des Offices), trouvé dans le couvent de Santa Croce à Florence. En raison de sa renommée dans toute l'Italie, Giotto est alors appelé à travailler à Rimini et à Padoue.

### Rimini

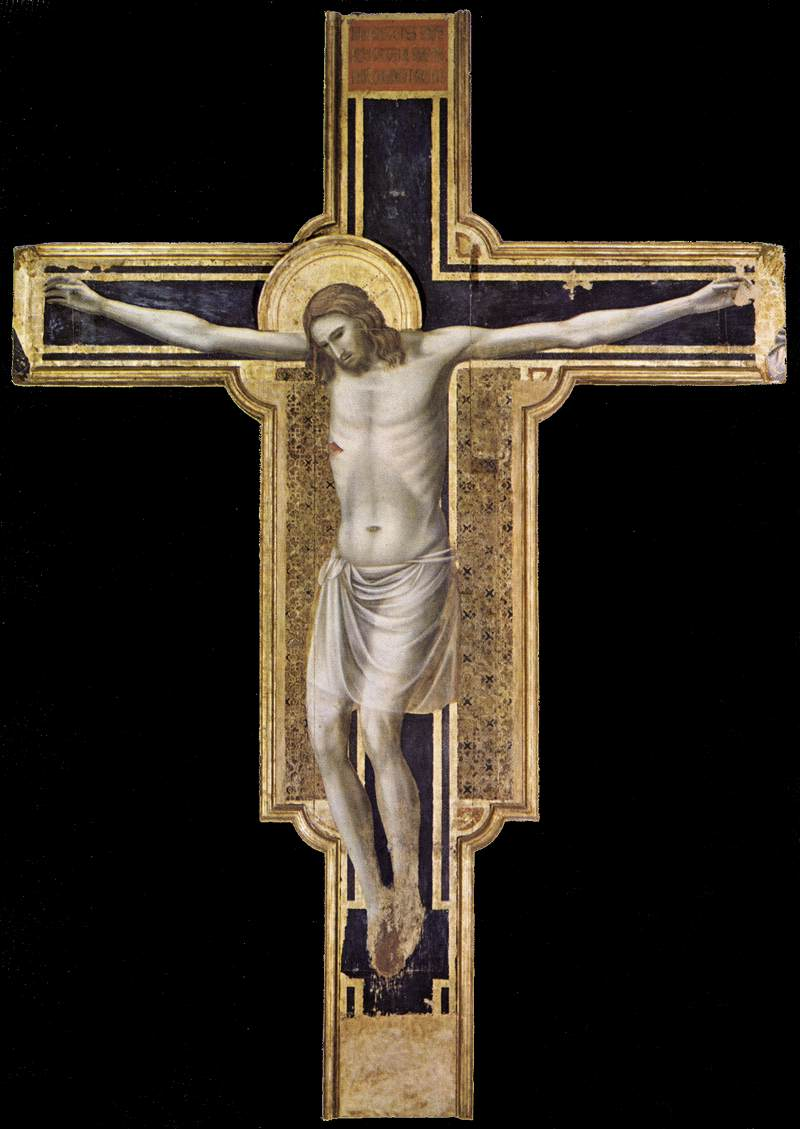
Crucifix, temple Malatesta, Rimini.

L'activité du maître florentin à Rimini se situerait vers 1299 comme le suggère une miniature de Neri da Rimini conservée à  la fondation Cini à Venise (inv.2030), signée et datée en 1300 qui, dans la figure du Christ bénissant, montre une similitude évidente avec le Rédempteur représenté dans la cimaise originale de la croix trouvée par Federico Zeri en 1957 dans la collection Jeckyll à Londres, dont les côtés latéraux représentant les personnages en deuil sont absents. Elle est mentionnée dans les sources écrites contemporaines et témoigne de l'apparition précoce d'une école de Rimini avec Giovanni Baronzio, Pietro da Rimini, et Neri da Rimini, sur laquelle l'influence de Giotto est admise, à tel point qu'on a pu parler à son sujet de l'« école giottesque de Rimini ».
À Rimini, comme à Assise, il travaille dans un contexte franciscain, dans l'ancienne église Saint-François, maintenant connue sous le nom de Temple Malatesta, où il peint un cycle perdu de fresques, tandis que le Crucifix demeure toujours dans l'abside. L'autographe de ce dernier est actuellement partagé par tous les chercheurs. Dans un meilleur état de conservation que le crucifix de Santa Maria Novella, il est déjà orienté vers les interprétations plus matures de Giotto, mais demeure proche d'œuvres telles que le polyptyque de Badia.

### Padoue
La documentation relative à la construction et à la consécration de la chapelle des Scrovegni à Padoue, entièrement réalisée à fresque par Giotto, permet d'établir avec certitude que l'artiste est à Padoue entre 1303 et 1305. Les fresques du Palazzo della Ragione de Padoue et la plupart des fresques de la basilique Saint-Antoine, également réalisées pendant ce séjour, sont perdues. Parmi ces dernières, il ne reste que quelques bustes de saints dans la chapelle des bénédictions et quelques scènes dans la salle capitulaire (Stigmates de saint François, Martyre des franciscains à Ceuta, Crucifixion et Visages de prophètes).
Les fresques perdues du Palazzo della Ragione, très probablement commandées par Pietro d'Abano, sont mentionnées dans une brochure de 1340, la Visio Aegidii Regis Patavi du notaire Giovanni da Nono, qui les décrit sur un ton enthousiaste, témoignant que le sujet astrologique du cycle est tiré d'un texte très répandu au XIVe siècle, le Lucidator, qui explique les tempéraments humains en fonction des influences des étoiles. Padoue est à l'époque un centre universitaire culturellement très actif, un lieu de rencontre et de confrontation entre humanistes et scientifiques, et Giotto participe à cette atmosphère.
Les peintres du nord de l'Italie sont aussi influencés par Giotto : Guariento di Arpo, Giusto de Menabuoi, Jacopo Avanzi et Altichiero ont fusionné son langage plastique et naturaliste avec les traditions locales.

#### Fresques de la chapelle Scrovegni dans l'église de l'Arena

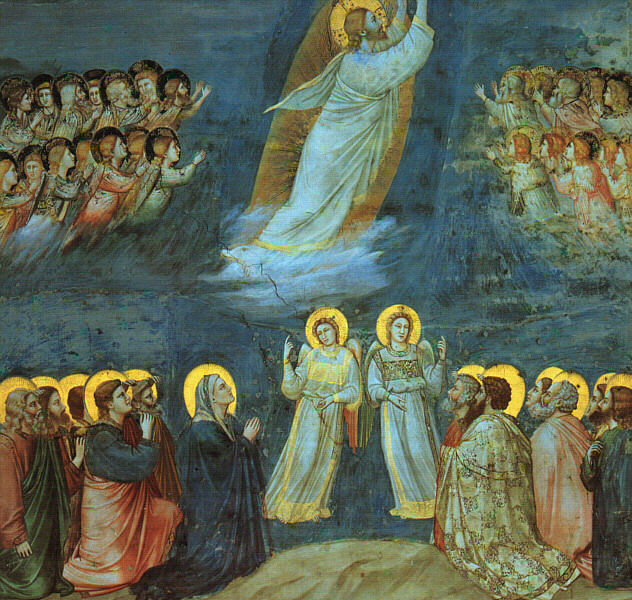
L'Ascension du Christ, une des fresques de l'église de l'Arena de Padoue.

De 1303 à 1306, Giotto peint les cinquante-trois fresques de la chapelle Scrovegni ou chapelle Santa Maria dell'Arena dans l'église de l'Arena, qui sont considérées comme son chef-d'œuvre et l'un des tournants de l'histoire de la peinture européenne. Il a probablement autour de quarante ans quand il commence la décoration de la chapelle, où il peint des fresques relatant la vie du Christ, qui sont un des sommets de l'art chrétien.
L'ensemble du cycle est considéré comme le critère d'appréciation de toutes les œuvres qui lui sont d'attribution douteuse, car l'autographie du maître florentin dans ce cycle est certaine.

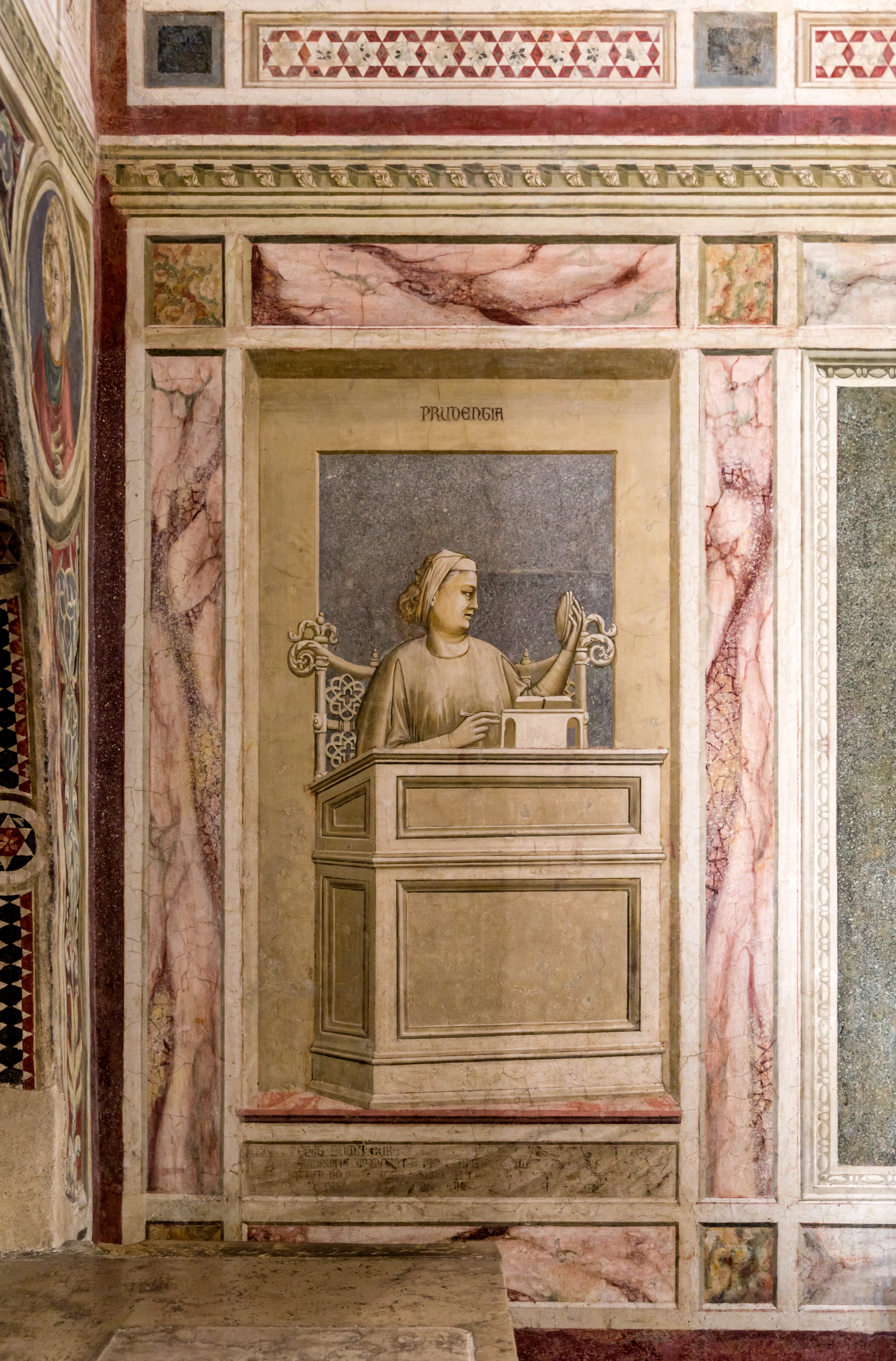
Allégorie de la Prudence en grisaille par Giotto, chapelle Scrovegni.

Commandé par le banquier padouan Enrico Scrovegni et demeuré intact, ce cycle iconographique réunit dans un même espace les scènes de la vie de Joachim, de la Vierge et du Christ, une synthèse quasi inédite dans l’art occidental.
Enrico Scrovegni achète le terrain de l'ancienne arène romaine de Padoue le 6 février 1300 pour y construire un somptueux palais dont la chapelle est l'oratoire privé, destiné un jour à abriter la tombe de sa femme et la sienne. La construction commence probablement en 1301. La chapelle est consacrée pour la première fois le 25 mars 1303. En 1304, le pape Benoît XI promulgue une indulgence en faveur de ceux qui se rendent dans la chapelle. Le bâtiment achevé est consacré le 25 mars 1305.
Giotto peint toute la surface avec un projet iconographique et décoratif unitaire, inspiré par un théologien augustin aux compétences subtiles, récemment identifié par Giuliano Pisani comme Alberto da Padova. Parmi les sources utilisées, on trouve de nombreux textes augustins, dont le De doctrina Christiana, le De libero arbitrio, le De quantitate animae et le De Genesi contra Manicheos, les évangiles apocryphes du Pseudo-Matthieu et Nicodème, la Légende dorée de Jacopo da Varazze et, pour les détails iconographiques mineurs, les Méditations sur la vie de Jésus de Pseudo-Bonaventure, mais aussi des textes de la tradition chrétienne médiévale, dont Il Fisiologo. Giotto peint, en le divisant en 40 scènes, un cycle centré sur le thème du Salut.
Il part de la lunette au sommet de l'arc de triomphe, où Dieu initie la réconciliation avec l'homme, et se poursuit sur le registre le plus élevé du mur sud avec les Histoires de Joachim et Anna. Il continue sur le mur opposé avec les Histoires de Marie. La scène de l'Annonciation et le panneau de la Visitation figurent sur l'arc de triomphe. Les Histoires de la vie terrestre de Jésus, commencent sur le deuxième registre du mur sud et se déroulent le long des deux registres centraux des murs, avec un passage sur l'arc de triomphe avec le panneau de la Trahison de Judas. Le dernier cadre présente la Descente du Saint-Esprit sur les apôtres (Pentecôte).
Immédiatement en dessous débute le quatrième registre, composé de quatorze allégories monochromes, alternant avec des miroirs en faux marbre, qui symbolisent les vices et vertus : le mur nord présente les allégories de sept vices ; le long du mur sud sont représentées les allégories des sept vertus, les quatre cardinales et les trois théologiques  Les vices et les vertus se font face par paires et reçoivent l'ordre d'atteindre le Paradis, en surmontant les obstacles posés par les vices, avec l'aide des vertus correspondantes.
La dernière scène, qui occupe toute la contre-façade, représente Le Jugement Dernier et la Vision du Paradis. La grande nouveauté découverte par Giuliano Pisani se situe là : les personnages sous le trône du Christ-Juge ne représentent pas les symboles des quatre évangélistes, mais sont respectivement, en partant de la gauche, un ours avec un brochet, un centaure, un aigle / phénix et un lion, images interprétées comme une référence symbolique à l'essence du Christ. « L'ours et le poisson, le centaure, l'aigle et le lion sont des symboles christologiques que la culture médiévale, surtout après l'an 1000, à l'époque romane, reprend de la plus ancienne tradition chrétienne : ils représentent allégoriquement le baptême, le don de l'immortalité, la victoire sur la mort, et la justice ».
Le bleu profond utilisé par le peintre dans l’ensemble de ses fresques, contrastant avec l’or également très présent (utilisé notamment pour les auréoles des personnages saints et les étoiles de la voûte) constitue une des caractéristiques marquantes de l’œuvre de Giotto.
La réalisation du cycle complet a pris environ deux années, un temps étonnamment court qui ne peut s'expliquer que par la totale maîtrise technique à laquelle était parvenu Giotto et par une organisation radicalement nouvelle de son travail. Il semble qu'il ait pleinement tiré profit de son expérience précédente à Assise pour mener à bien la décoration de la chapelle Scrovegni.
Une tradition considère que Dante Alighieri, exilé de Florence en 1302, se trouve à Padoue au moment où Giotto y effectue ce travail. Le choix d'une partie des compositions dont Giotto décore la chapelle de Santa Maria dell’Arena est attribué à son influence. Dans l'Enfer de Dante se retrouvent certains des contemporains que le poète juge indignes du salut mais qu'il ne nomme pas expressément, se contentant de les désigner symboliquement par leurs armoiries. Il précipite ainsi en enfer, au chant dix-septième de la Divine Comédie, Reginaldo Scrovegni, usurier célèbre de Padoue, en évoquant les armoiries de la famille figurées par « une grosse truie d'azur ».

#### Style des fresques

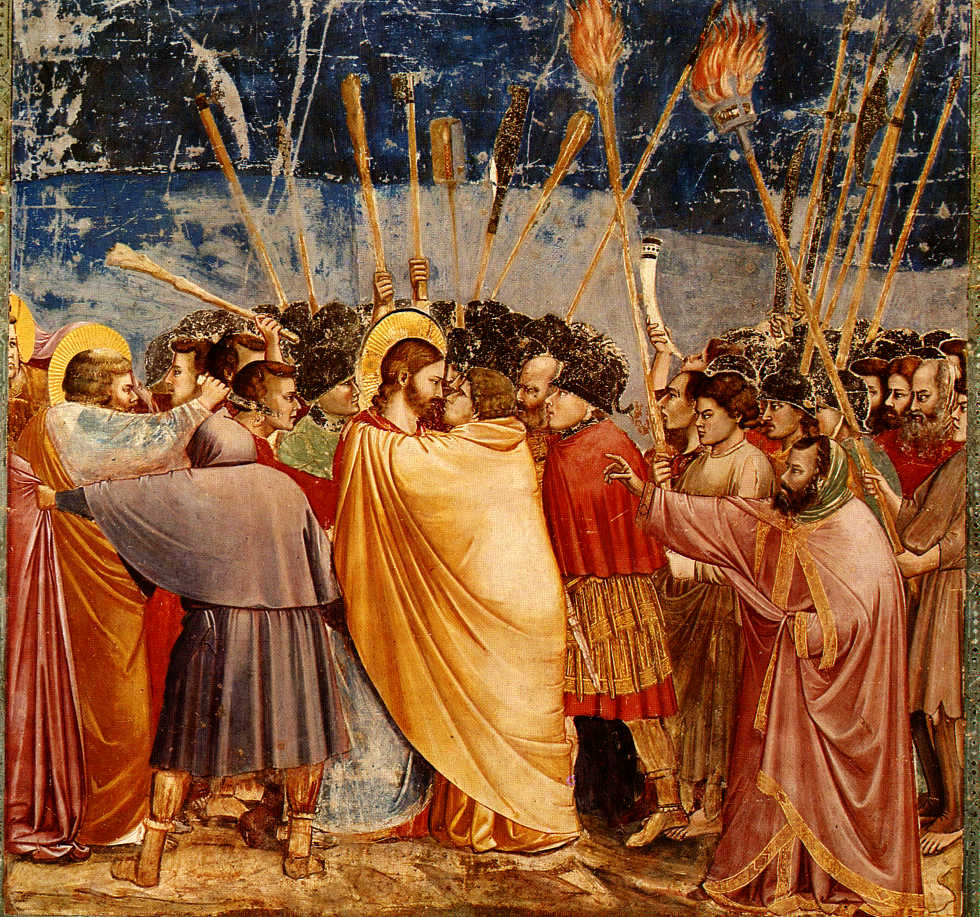
Baiser de Judas.

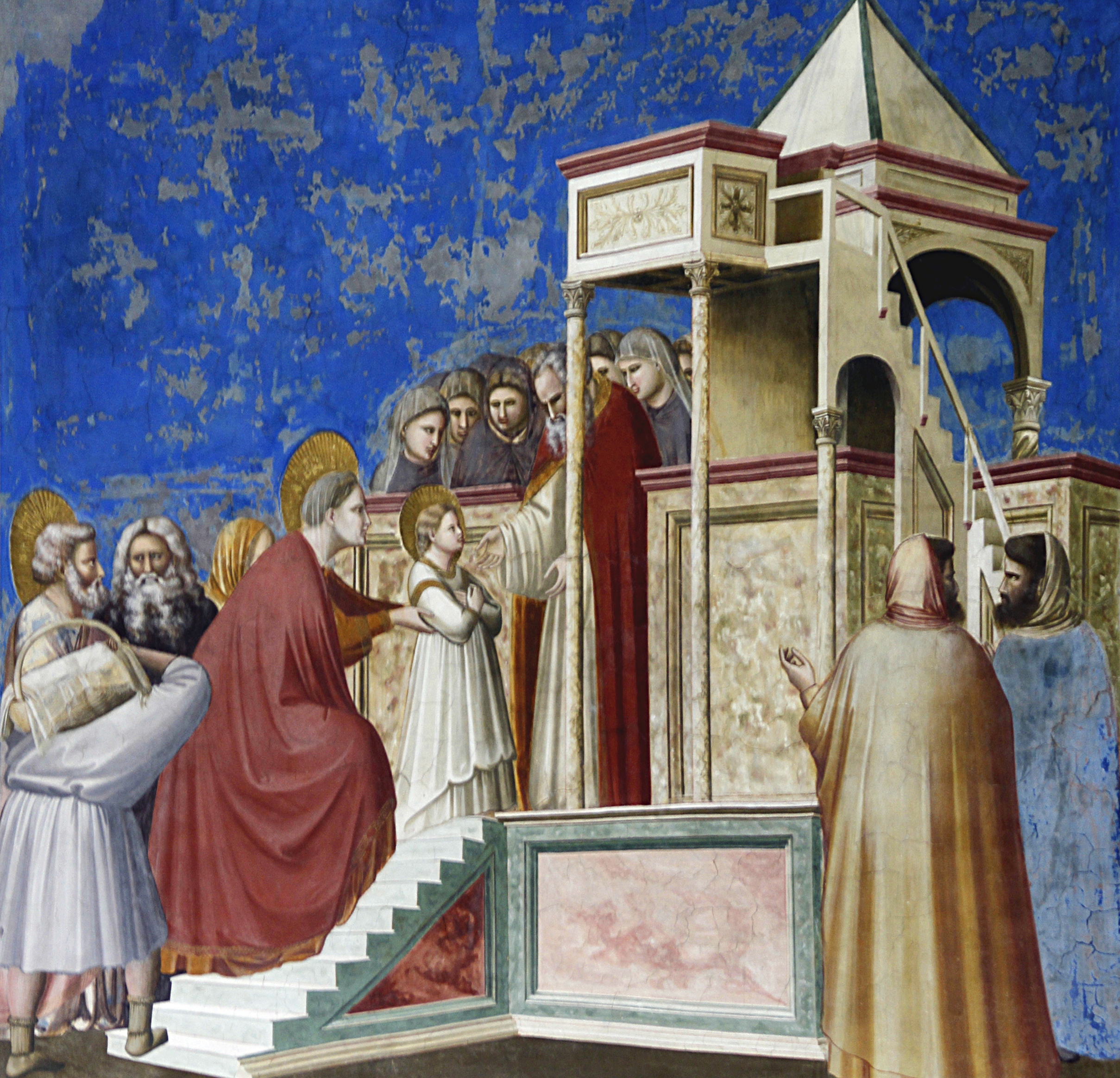
Présentation de Marie au Temple.

Dans la chapelle, la peinture de Giotto montre sa pleine maturité expressive. La composition respecte le principe de la relation organique entre l'architecture et la peinture, obtenant le résultat d'une unité complexe. Les fresques sont toutes de taille identique. Les cloisons décoratives, les architectures et la fausse ouverture du mur, sont tous des éléments qui obéissent à une vision unitaire, non seulement perspective mais aussi chromatique ; le bleu intense de la voûte domine et se répète dans chaque scène.
Les environnements naturels et les architectures sont construits comme de véritables boîtes de perspective, dans une perspective intuitive, qui se répètent parfois pour ne pas contredire le respect de l'unité des lieux, comme la maison d'Anne ou le Temple, dont l'architecture est également répétée à l'identique sous différents angles.
Les figures sont solides et volumineuses et rendues encore plus solides par les variations chromatiques, où le ton des couleurs s'éclaircit dans les zones saillantes. Le rendu des figures humaines est réaliste et non stylisé.
Les scènes présentent une narration animée. La composition ne comporte pas de fioritures, mais des détails qui rendent les personnages réalistes. Les émotions et les états de l'âme sont évidents, tout comme l'éloquence des gestes et des expressions. C'est une peinture qui exprime l'humanité des personnages sacrés.
Certains dispositifs techniques enrichissent l'ensemble de l'environnement avec des effets de matière : stuc poli ou stuc romain pour les faux marbres, parties métalliques dans l'auréole du Christ du Jugement, tables en bois insérées dans le mur, utilisation de peinture à l'encaustique dans les faux reliefs.
De nombreuses reprises de l'art classique et de la sculpture gothique française sont présentes, encouragées par la comparaison avec les statues sur l'autel de Giovanni Pisano, mais surtout, on note une plus grande expressivité dans les regards intenses des personnages et dans leurs gestes.
De nombreux détails narratifs, même mineurs, sont d'une grande suggestion : les objets, le mobilier, les vêtements reflètent l'usage et la mode de l'époque. Certains personnages sont de vrais portraits, parfois allant jusqu'à la caricature, qui donnent le sens de la transposition chronique de la vie réelle dans la représentation sacrée. On peut donc dire que Giotto a procédé à une redécouverte de la vérité (vérité des sentiments, des passions, de la physionomie humaine, de la lumière et des couleurs) « dans la certitude d'un espace mesurable ».

#### Crucifix de Padoue
Une crucifix peint par Giotto, datant des mêmes années (1303-1305), est conservé au musée Civique de Padoue. Il provient de l'autel de la chapelle des Scrovegni, et est très raffiné du fait de la richesse décorative des couleurs émaillées, de la forme gothique du support, du réalisme dans la figure du Christ et de l'attitude de souffrance de Marie et de saint Jean dans les panneaux latéraux.

### Basilique inférieure d'Assise

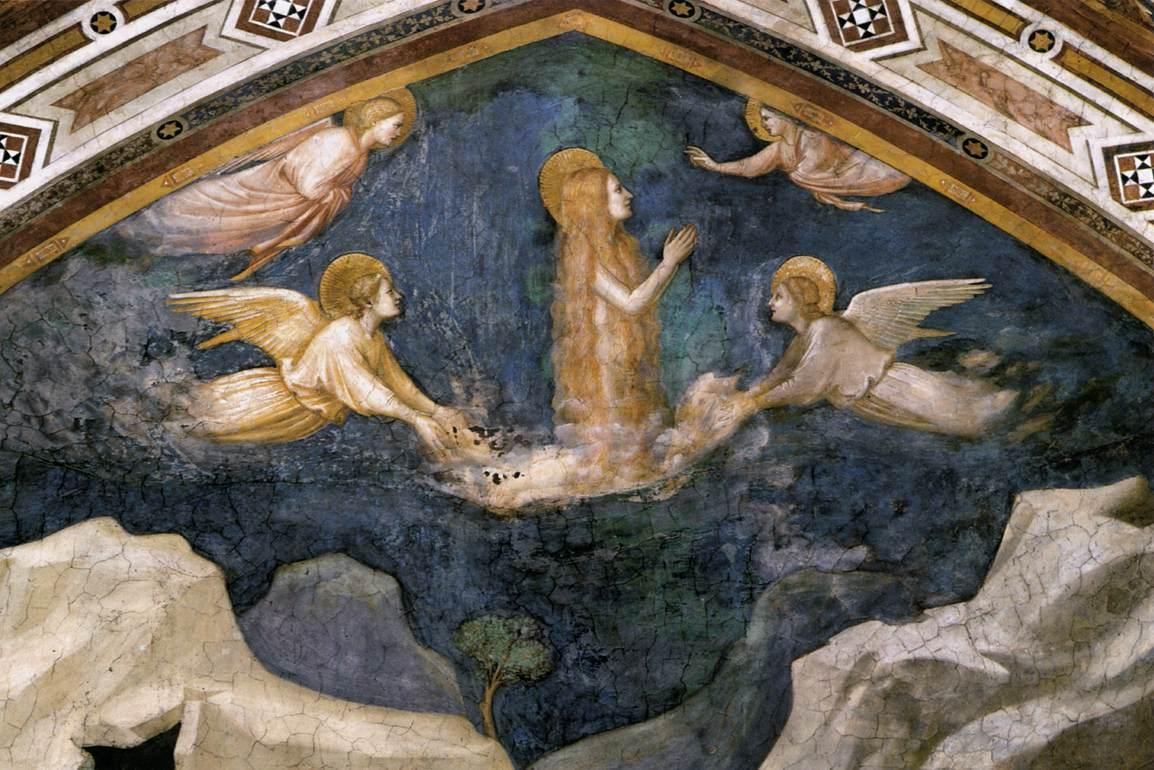
Scènes de la vie de Marie-Madeleine, Marie-Madeleine parlant avec les anges.

Entre 1306 et 1311, Giotto est de nouveau à Assise pour peindre des fresques dans le transept de la basilique inférieure dont les Histoires de l'enfance du Christ, les Allégories franciscaines sur les voiles et la chapelle de la Madeleine, à qui les franciscains vouent un culte particulier. En réalité la main du maître est quasiment absente : il a laissé la réalisation de nombreuses commandes à son entourage.
Le commanditaire est Teobaldo Pontano, en fonction de 1296 à 1329, et le travail couvre de nombreuses années, impliquant de nombreuses aides : Parente di Giotto, Maestro delle Vele et Palmerino di Guido (ce dernier mentionné avec le maître dans un document de 1309 où il s'engage à payer une dette). L'histoire est tirée de la Légende dorée de Jacopo da Varazze. Giotto fait bénéficier Assise des progrès réalisés à Padoue dans les solutions scénographiques et la spatialité, dans la technique et, surtout, dans la qualité de la lumière et des couleurs chaudes.
Les Allégories franciscaines occupent les voiles de la voûte du transept : Pauvreté, Chasteté, Obéissance, Gloire de Saint François ; les scènes du cycle de la Vie du Christ sont disposées le long des murs et voûtes du transept droit. La vivacité des scènes, les solutions scénographiques et spatiales variées et certaines reprises directes du cycle de Padoue ont permis aux chercheurs et aux critiques de s'accorder sur le fait que le projet général des fresques appartient à Giotto, mais que la réalisation picturale a été déléguée aux membres du atelier.

### Retour à Florence
En 1311, Giotto est déjà rentré à Florence ; des documents de 1314 sont conservés, relatifs à ses activités économiques extra-picturales.
Sa présence à Florence est documentée avec certitude dans les années 1314, 1318, 1320, 1325, 1326 et 1327. Peu avant son départ de Florence en 1327, il s'inscrit à l'Arte dei Medici e Speziali qui, pour la première fois, accueille des peintres, avec ses élèves les plus fidèles, Bernardo Daddi et Taddeo Gaddi, qui le suivent dans ses dernières aventures.

### Prato
Riccuccio del fu Puccio, un riche résident florentin résidant à Santa Maria Novella, commande à Giotto la Pulcra tabula pour l'église San Domenico à Prato en juin 1312, preuve que les événements artistiques de la fière ville toscane sont placés pendant le XIVe siècle sous le signe de la peinture florentine qui va au-delà de sa proximité géographique avec la capitale. L'œuvre a peut-être été détruite dans l'incendie de la grande église de Prato le 12 septembre 1647.

### Autres séjours à Rome

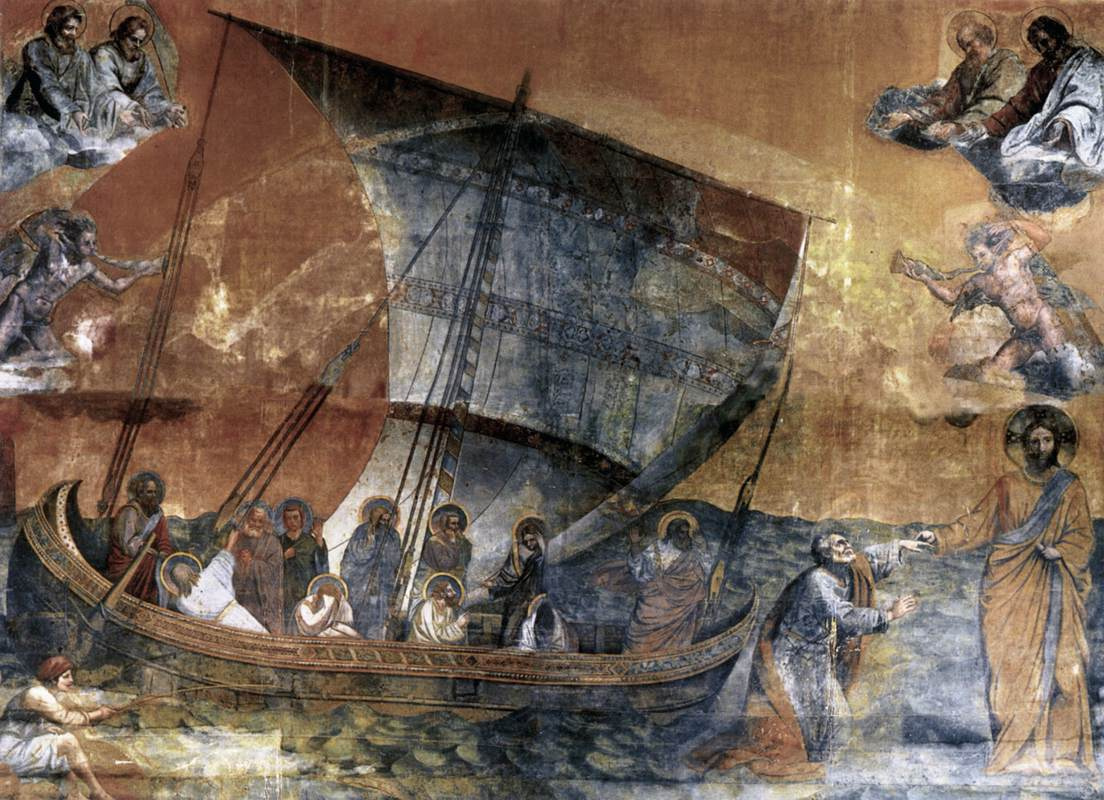
La Navicella.

Giotto est certainement retourné à Rome sous le pontificat du pape Benoît XI. Selon la légende, celui-ci, via un de ses émissaires, pressa Giotto de lui donner la plus pure preuve de son talent. Ce dernier aurait alors tracé  sur une feuille destinée au souverain pontife un cercle parfait à main levée. L'ancien berger démontrant son génie put alors voyager à Rome pour y réaliser plusieurs œuvres.
À Rome, Giotto exécuta un certain nombre d'ouvrages dont plusieurs sont perdus ou ruinés, entre autres un crucifix peint a tempera pour l'église de Santa Maria sopra Minerva, et les fresques de San Giorgio in Velabro, dont Stefaneschi avait été créé cardinal-diacre en 1295.
En 1313, dans une lettre, Giotto charge Benedetto di Pace de récupérer les biens ménagers du propriétaire de la maison louée à Rome ; le document est le témoignage d'un nouveau séjour à Rome, qui a lieu dans l'année au cours de laquelle il exécute la mosaïque la Navicella degli Apostoli pour le portique de l'ancienne basilique vaticane sur commande du cardinal Jacopo Caetani Stefaneschi, archiprêtre et bienfaiteur de la Basilique, et diacre de San Giorgio in Velabro, qui lui a payé deux cents florins et, pour l'occasion, a composé quelques vers à insérer dans la mosaïque. Pendant deux siècles, la mosaïque va constituer le chef-d'œuvre le plus admiré de l'artiste. L'œuvre qui a été déplacée et restaurée à plusieurs reprises. Elle orne désormais le vestibule de l'immense église (à l'origine, elle en décorait la façade).
La lunette de la Navicella devait faire partie d'un cycle de mosaïque plus large. La lunette a été largement refaite et aujourd'hui, seul un ange pourrait être un original de l'époque de Giotto. Une copie en a été faite par deux artistes du XVe siècle, Pisanello et Parri Spinelli, qui se trouve au Metropolitan Museum of Art de New York. Les deux tondi à bustes d'anges conservés aujourd'hui dans la nécropole papale de la basilique Sant-Pierre et à San Pietro Ispano à Boville Ernica (Frosinone) font partie du même cycle. Cependant, certains historiens les datent de la fin du XIIIe siècle : ils présentent les caractéristiques de l'école romaine de cette période et sont, probablement, l'œuvre d'ouvriers locaux qui se sont inspirés de l'artiste florentin dont le style est reconnaissable à la solidité du modelage et à l'aspect monumental des figures. Torrigio (1618) les date pour sa part de 1298.
La composition de la Navicella peut être reconstituée à partir des dessins, réalisés avant sa destruction : elle représentait le bateau des apôtres en pleine tempête ; à droite Pierre est sauvé par le Christ tandis qu'à gauche, on voyait une ville imposante. Le sujet s'inspirait des œuvres de l'antiquité tardive et des premiers chrétiens, que Giotto avait certainement eu l'occasion de voir à Rome, entretenant un dialogue continu avec le monde classique.

### Vierge d'Ognissantiet autres œuvres florentines

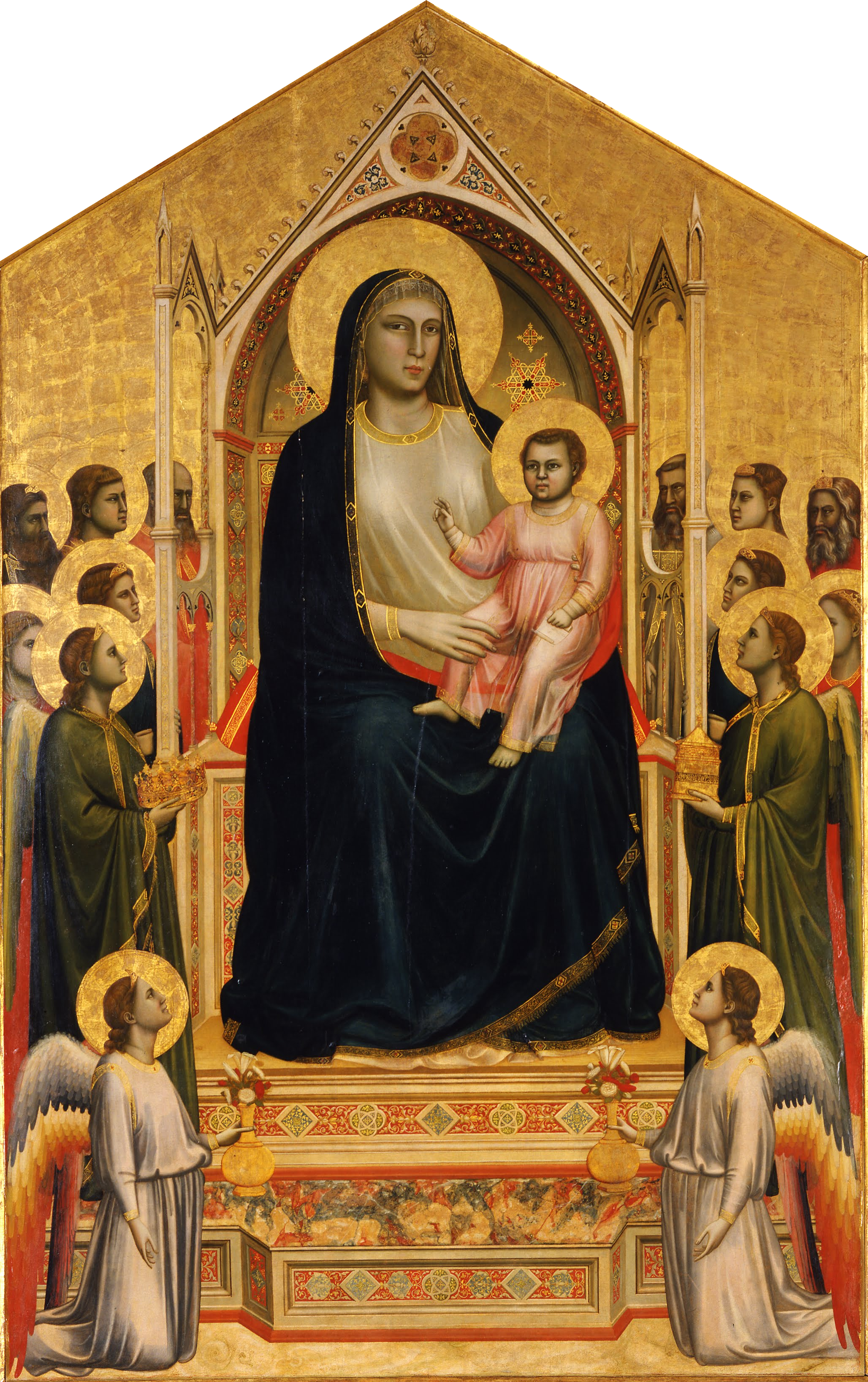
Vierge d'Ognissanti (Majesté des Offices).

Rome constitue une parenthèse dans une période où Giotto vit surtout à Florence. Il y peint les œuvres de sa maturité artistique telles que la Vierge d'Ognissanti, le Dormitio Virginis de la Gemäldegalerie de Berlin et le Crucifix d'Ognissanti.
Dans le Dormitio Virginis, Giotto réussit à réinventer un thème et une composition anciens par l'agencement des personnages dans l'espace. Le Crucifix d'Ognissanti, toujours en place, a été peint pour l'Ordre des humiliés et ressemble aux figures analogues d'Assise, à tel point que l'on a parfois attribué à Parente di Giotto.
La Majesté de la Galerie des Offices doit être comparée à deux précédents célèbres de Cimabue et Duccio di Buoninsegna, dans la même salle du Musée, pour comprendre son langage moderne : le trône de style gothique dans lequel est insérée la puissante et monumentale figure de Marie est dessiné avec une perspective centrale, la Vierge est entourée d'anges et de quatre saints qui se démarquent plastiquement, mis en valeur par le fond d'or.

### Œuvres à Santa Croce
En 1318 selon Ghiberti, Giotto commence à peindre quatre chapelles et autant de polyptyques pour quatre familles florentines différentes dans l'église franciscaine de Santa Croce : la chapelle Bardi (Vie de Saint François), la chapelle Peruzzi (Vie de saint Jean-Baptiste et de saint Jean l'Évangéliste, plus le polyptyque avec Taddeo Gaddi), et les chapelles perdues Giugni (Histoires des Apôtres) et Tosinghi Spinelli (Histoires de la Vierge) dont subsiste l'Assomption du Maestro di Figline. Trois de ces chapelles étaient situées à droite de la nef centrale et une à gauche : il ne reste que les deux premières à droite, les chapelles Bardi et Peruzzi.

#### Chapelle Peruzzi

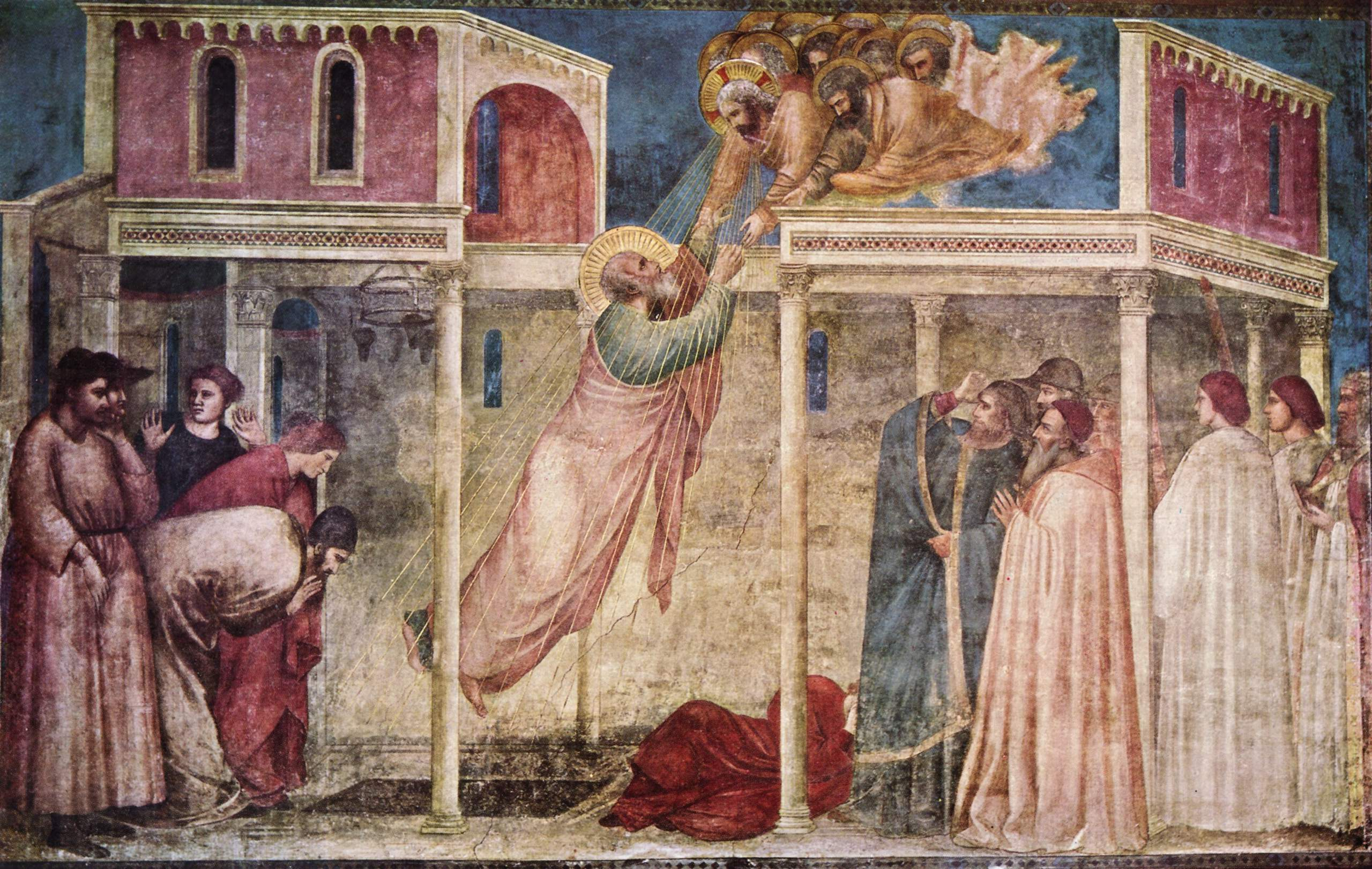
Assomption de saint Jean l'Évangéliste.

La chapelle Peruzzi, avec les fresques de la Vie de saint Jean-Baptiste et de saint Jean l'Évangéliste, a été très admirée à la Renaissance. L'état actuel de conservation est fortement compromis par divers facteurs survenus au fil du temps, mais n'empêche pas d'apprécier la qualité des figures au rendu plastique remarquable grâce à un usage attentif du clair-obscur et qui se caractérisent par une étude approfondie du rendu et de la représentation spatiale.
Les architectures de bâtiments contemporains, augmentés en perspective, qui se prolongent, même au-delà des cadres des scènes, offrent un instantané du style urbain de l'époque de Giotto. Les histoires sacrées se développent de manière calibrée, avec des personnages en nombre et en mouvement, représentés dans des scènes en perspective. Les architectures sont également disposées de manière expressive, avec des arêtes vives qui en accentuent certaines caractéristiques.
Le style de Giotto évolue, avec des draperies larges et débordantes, comme jamais vues auparavant, qui renforcent la monumentalité des personnages.
Le talent de composition de Giotto est devenu une raison d'inspiration pour des artistes plus tardifs tels que Masaccio dans les fresques de la chapelle Brancacci dans l'église Santa Maria del Carmine (où il a copié par exemple, les vieillards de la scène de la Résurrection de Drusiana) et Michel-Ange deux siècles plus tard, qui a copié plusieurs figures.
Le polyptyque Peruzzi, qui a été démembré et dispersé dans diverses collections jusqu'à ce qu'il soit réuni à son emplacement actuel au North Carolina Museum of Art de Raleigh, représentant la Madone avec des saints dont saint Jean et saint François, provient de cette chapelle. Le style figuratif est similaire à celui de la chapelle, dont les saints, placés dans un contexte neutre et peu riche en éléments décoratifs, demeurent très solides dans leur volume.

#### Chapelle Bardi

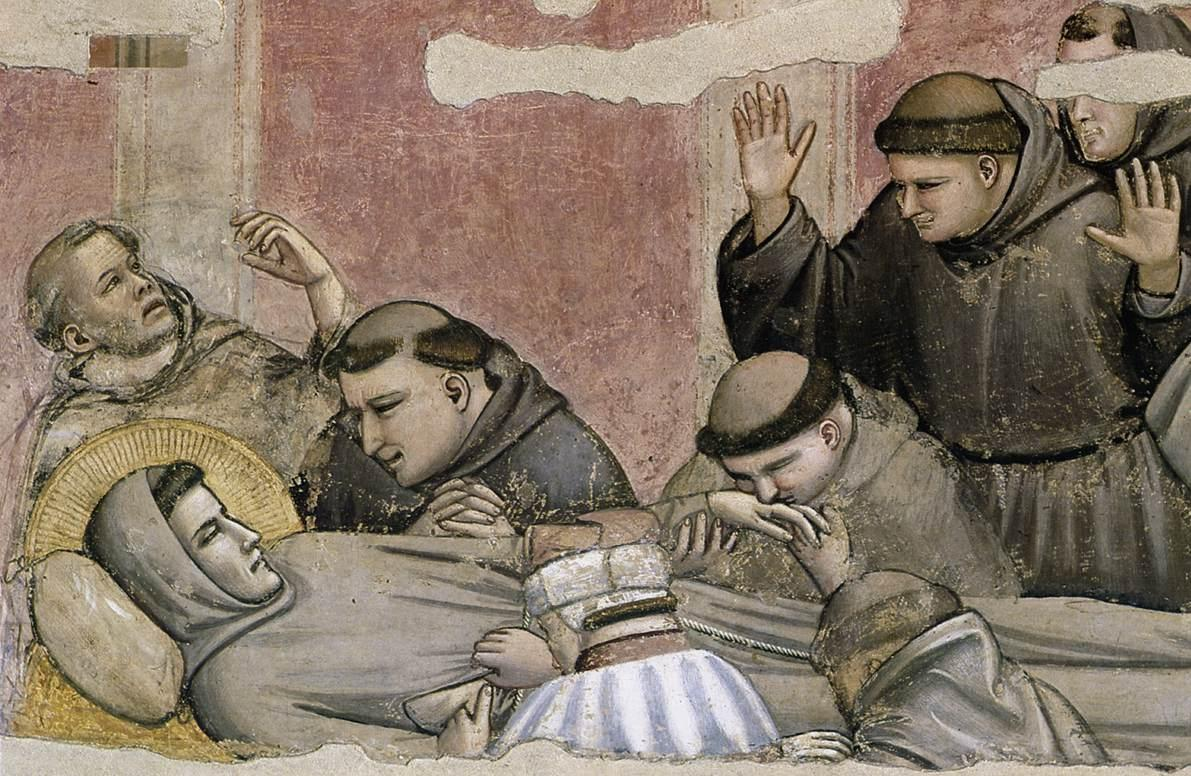
Scènes de la Vie de saint François, 4. Mort et Ascension de saint François, détail.

Après avoir terminé la chapelle Peruzzi, Giotto réalise probablement d'autres œuvres à Florence, pour la plupart perdues, comme la fresque de la chapelle principale de la Badia Fiorentina, dont certains fragments subsistent, comme la tête de berger conservée à la galleria dell'Academia.
Dans une autre chapelle de Santa Croce, la chapelle Bardi, les fresques de Giotto reprennent des épisodes de la Vie de saint François et des figures de saints franciscains. Elles ont été restaurées en 1852 après une opération de repeint au XVIIIe siècle. Il est intéressant de noter les différences stylistiques avec le cycle similaire d'Assise datant de plus de 20 ans plus tôt, avec une iconographie sensiblement identique.
Giotto a préféré donner une plus grande importance à la figure humaine, en accentuant ses valeurs expressives, probablement en accord avec le retournement « paupériste » des Conventuels opéré à cette époque. Saint François apparaît inhabituellement imberbe dans toutes les histoires.
Les compositions sont très simplifiées (certains parlent de « stasi inventiva » du maître) : c'est la disposition des figures qui donne une impression de profondeur spatiale comme dans le cas des Funérailles de saint François. Le rendu des émotions, avec des gestes éloquents, comme ceux des frères qui désespèrent devant le corps couché, avec des gestes et des expressions incroyablement réalistes, est particulièrement remarquable.

#### Polyptyque Baroncelli

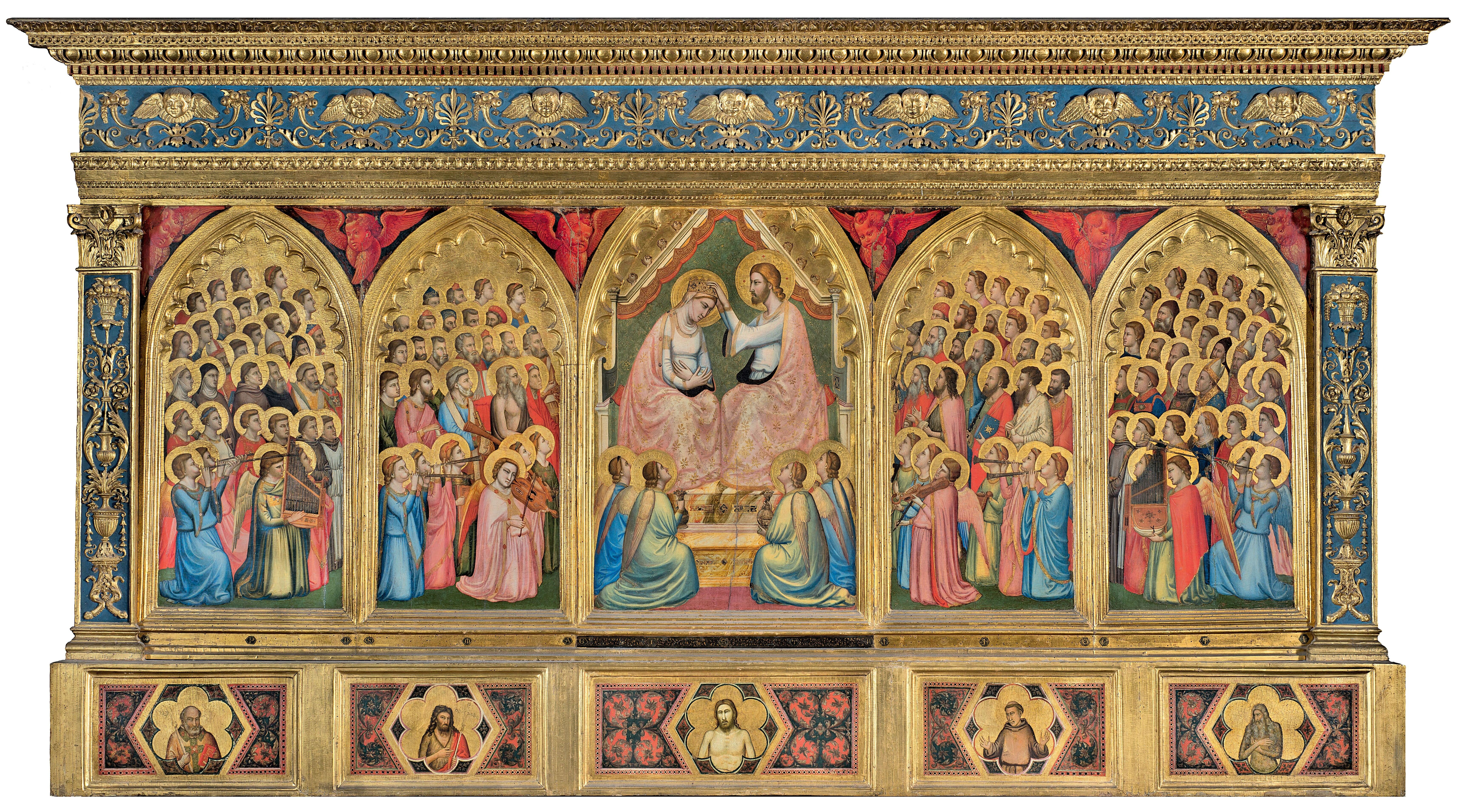
Polyptyque Baroncelli, vers 1334, Santa Croce, Florence.

Le polyptyque, datant de 1328, est installé sur l'autel de la chapelle Baroncelli (attribué parfois à Taddeo Gaddi). Le pinacle se trouve à la Timken Museum of Art de San Diego (Californie), tandis que le cadre d'origine a été remplacé par un autre du XVe siècle. Le sujet représenté est le Couronnement de la Vierge entourée de Saints en gloire avec des anges musiciens représentés sur les panneaux latéraux.
Malgré la signature (« Opus Magistri Jocti »), son exécution a été confiée principalement à des assistants. Le goût scénographique et chromatique est accentué par l'utilisation d'une infinité de couleurs recherchées. La profondeur est au contraire atténuée : l'espace est rempli de personnages aux visages et aux expressions hétéroclites.

### Œuvres incertaines se référant à cette période

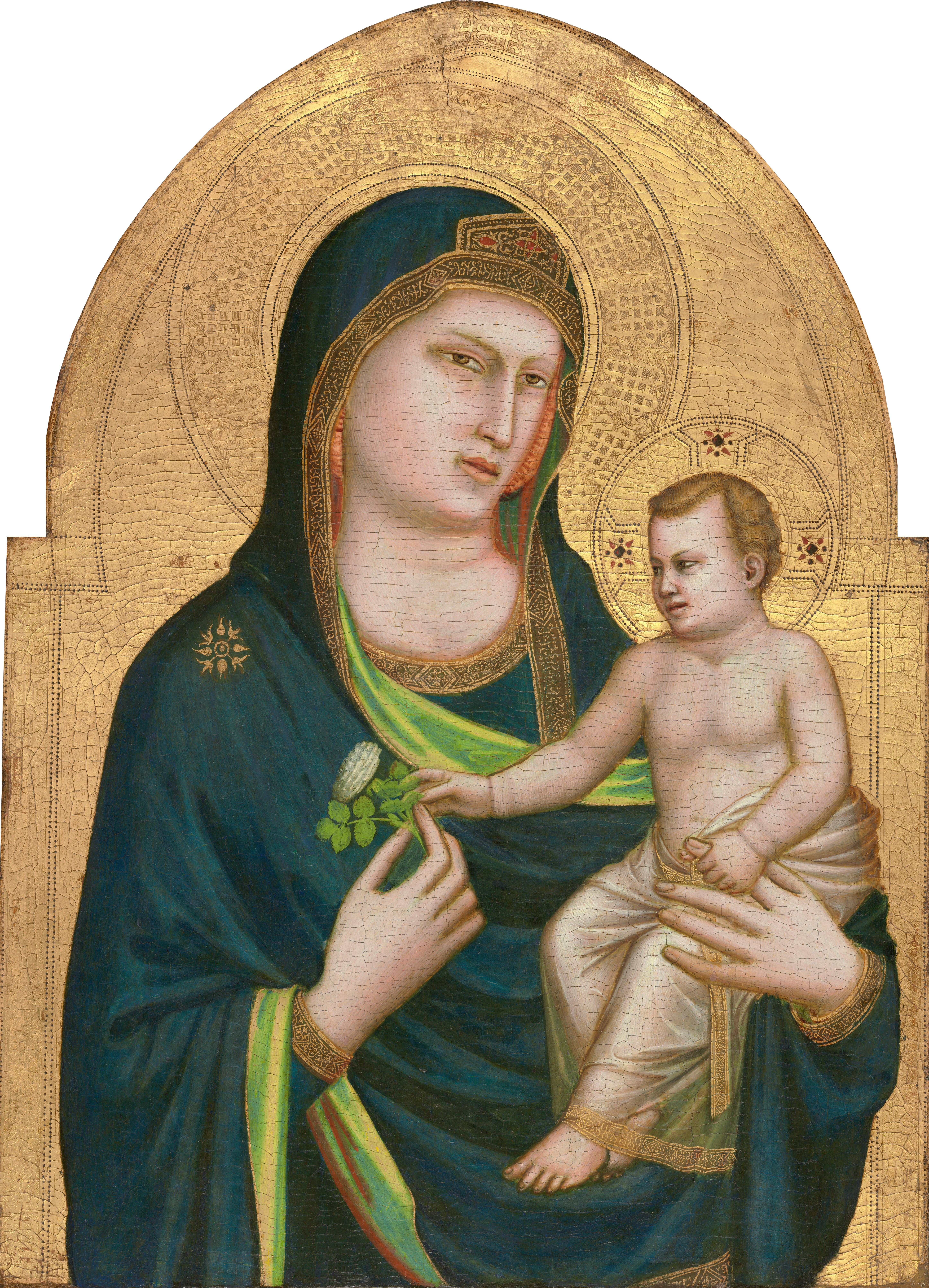
Vierge à l'enfant (vers 1320), peinture sur bois, Washington, National Gallery of Art.

De nombreux autres tableaux giottesques sont conservés de cette époque, souvent des parties de polyptyques démembrés, pour lesquels se pose toujours le problème de l'autographie qui n'est jamais certaine.
La question se pose notamment pour le Crucifix de San Felice in Piazza ; le polyptyque de Santa Reparata est attribué au maître avec la collaboration de Parente di Giotto ; le Santo Stefano du musée Horne à Florence est probablement une œuvre autographe et est considéré comme un panneau d'une œuvre unique en deux parties : le Saint Jean Évangéliste et Saint Laurent du Musée Jacquemart-André à Chaalis (France) et la belle Vierge à l'Enfant de la National Gallery de Washington.
De petits tableaux sont également éparpillés dans différents musées : la Nativité et l'Adoration des Mages du Metropolitan Museum of Art de New York (similaire aux scènes d'Assise et de Padoue), la Présentation de Jésus au Temple (Boston, Isabella Stewart Gardner Museum), la Cène, la Crucifixion et la Descente dans les limbes de l'Alte Pinakothek, la Déposition de la villa I Tatti à Florence et la Pentecôte (National Gallery de Londres), qui selon l'historien Ferdinando Bologna faisait partie d'un polyptyque que Vasari se souvenait avoir vu à Sansepolcro.

### Triptyque Stefaneschi

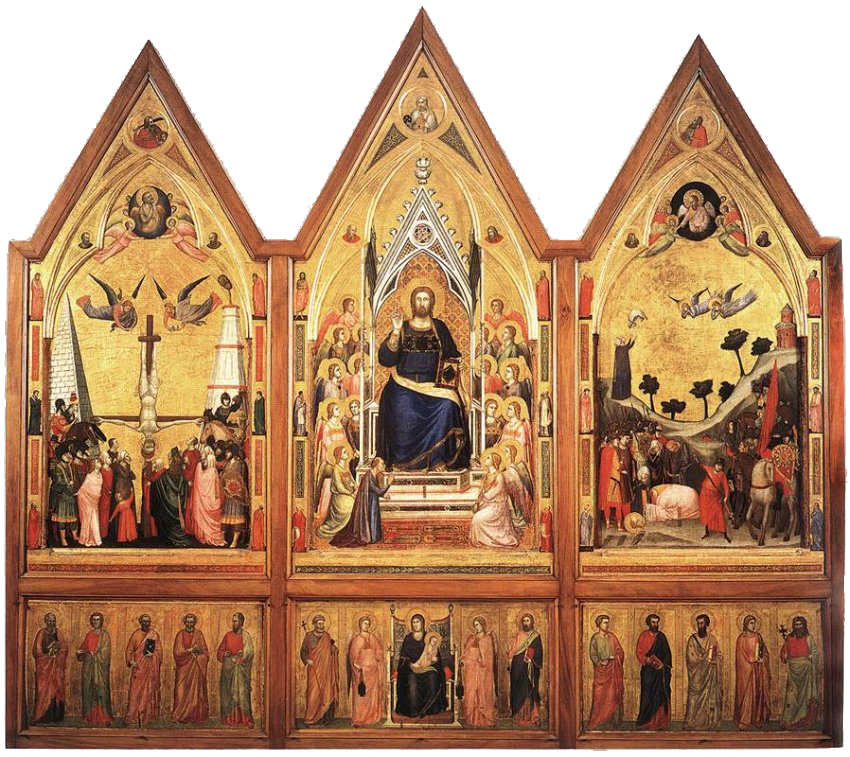
Triptyque Stefaneschi, recto.

Le triptyque Stefaneschi date de 1320. Il est commandé pour le maître-autel de l'antique basilique vaticane par le cardinal Giacomo Stefaneschi, qui a également chargé Giotto de décorer la tribune de l'abside de la basilique avec un cycle de fresques perdu lors de la reconstruction du XVIe siècle.
Dans la basilique Saint-Pierre, Giotto réalise aussi le retable du maître-autel, conservé depuis le XVIe siècle dans la sacristie des chanoines. Ce retable, qui a la finesse d'une miniature, est peint à la détrempe sur fond d'or. Il se compose de trois panneaux gothiques, terminés par des pinacles, et d'une prédelle, également en trois parties. Les grands panneaux sont peints sur les deux faces. Au centre de la face principale, le Christ en trône bénit au milieu de huit anges ; sur les panneaux latéraux sont représentés la Crucifixion de l'apôtre Pierre et la Décollation de Paul de Tarse. Au revers du panneau central, Pierre, en costume pontifical, trône entre deux anges : au pied du trône, le cardinal Stefaneschi, en vêtement de diacre, assisté de ses deux patrons, saint Jacques et saint Gaëtan, est conduit par Georges de Lydda devant le prince des apôtres auquel il offre, à genoux, un triptyque, figure abrégée du retable de Giotto ; sur les panneaux latéraux, les apôtres André et Jean, Jacques de Zébédée et Paul sont représentés en pied. Enfin, sur la prédelle, la Vierge Marie, trônant entre deux anges, a pour cortège les douze apôtres, debout dans des attitudes variées.
Le triptyque a été conçu par le maître, mais peint par ses assistants. Il se caractérise par une grande variété de couleurs à des fins décoratives ; l'importance du lieu auquel il est destiné a rendu nécessaire l'utilisation du fond d'or sur lequel les figures monumentales se détachent.
Selon Vasari, Giotto serait resté à Rome pendant six ans, mais aurait exécuté également des commandes dans de nombreuses autres villes italiennes jusqu'au siège papal d'Avignon. Il cite également des œuvres qui ne sont pas de Giotto, mais, dans tous les cas, il le décrit comme un peintre moderne, engagé sur différents fronts et entouré de nombreux aides.
Par la suite, Giotto retourne à Florence, où il a peint la chapelle Bardi.

### Séjour à Naples
Giorgio Vasari dans son ouvrage Les Vies des meilleurs peintres, sculpteurs et architectes fait entreprendre à Giotto de nombreux voyages, mais peu sont documentés. Le périple de Giotto dans le Sud de l'Italie est confirmé par les archives. Début 1330, par l'intermédiaire de Charles, duc de Calabre, le roi Robert Ier de Naples appelle Giotto à Naples, où il demeure jusqu'en 1333 avec son grand atelier. Le roi le nomme « famigliare » et « premier peintre de la cour et de nos fidèles » (20 janvier 1330, témoignant de l'énorme considération que le peintre a déjà acquise. Il lui attribue également un salaire annuel.
Son travail est très bien documenté (son contrat reste très utile pour savoir comment l'œuvre est répartie avec son atelier), mais très peu de ses œuvres sont aujourd'hui à Naples : un fragment d'une fresque représentant la Lamentation sur le Christ mort est visible à Santa Chiara et les portraits d' Hommes illustres sont peints dans les fenêtres concaves de la chapelle de Santa Barbara à Castelnuovo, qui en raison de différences stylistiques sont attribuables à ses élèves. Beaucoup d'entre eux sont devenus des maîtres connus à leur tour, répandant et renouvelant son style dans les décennies suivantes (Parente di Giotto, Maso di Banco, Taddeo Gaddi, Bernardo Daddi). Sa présence à Naples est importante pour la formation de peintres locaux, tels que le maestro Giovanni Barrile, Roberto d'Oderisio et Pietro Orimina.
Seule une Multiplication des pains et des poissons, fresque dans une salle ayant fait partie du couvent de Santa Chiara, lui est attribuable avec certitude.
À Florence, quant à lui, son fils Francesco agit en qualité de procureur de son père, inscrit en 1341 à l'Arte dei Medici e Speziali.

### Bologne

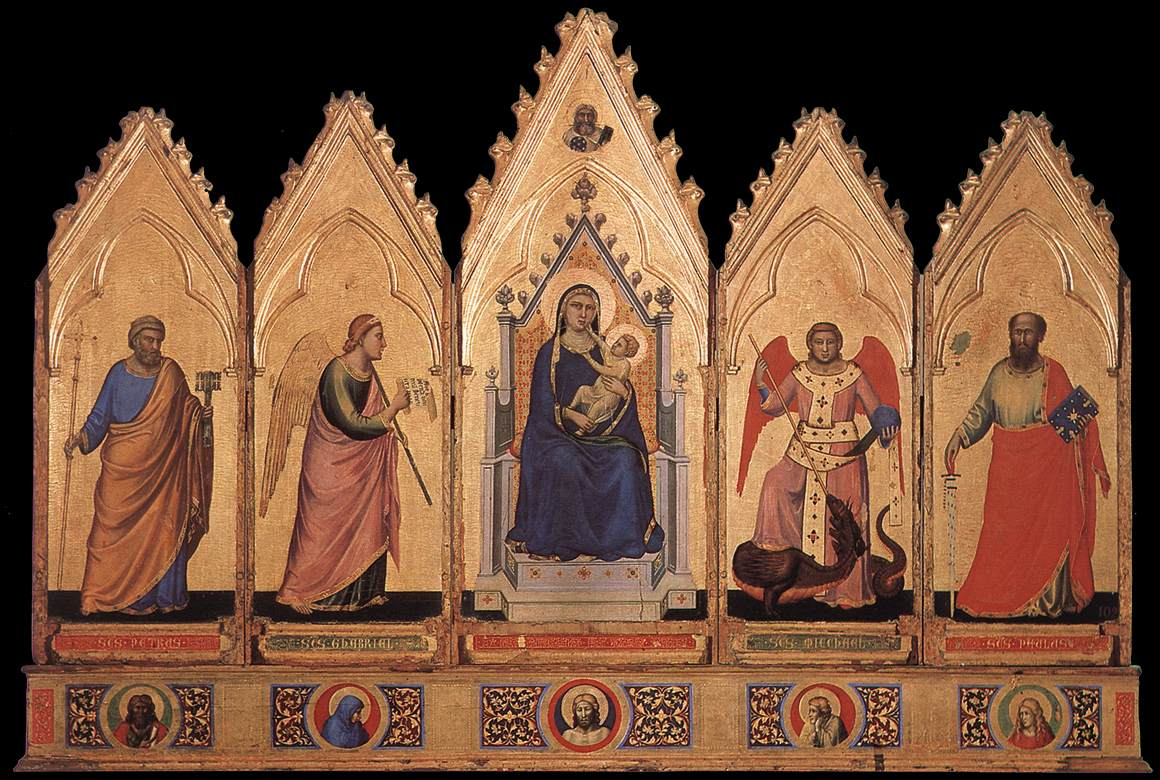
Polyptyque de Bologne.

Après 1333, Giotto se rend à Bologne, où subsiste le polyptyque signé de l'église Santa Maria degli Angeli, sur fond d'or, avec le compartiment central représentant la Vierge intronisée et les saints. Tous les personnages sont solides, comme il est fréquent dans cette dernière phase de son activité, avec des draperies fortement clair-obscur, des couleurs vives et un langage qui le rapproche de la culture figurative de la vallée du Pô comme dans la figure de l'archange Michel qui rappelle les anges de Guariento.
Il ne reste aucune trace de la décoration présumée de la Rocca di Galliera pour le légat papal Bertrando del Poggetto, qui a été détruite à plusieurs reprises par les Bolognais.

### Œuvres tardives
Il est possible de placer d'autres pièces erratiques dans la dernière phase de sa carrière, comme la Crucifixion de Strasbourg (Palais Rohan de Strasbourg) et celle de la Gemäldegalerie à Berlin.

### Giotto architecte: campanile de la cathédrale de Florence

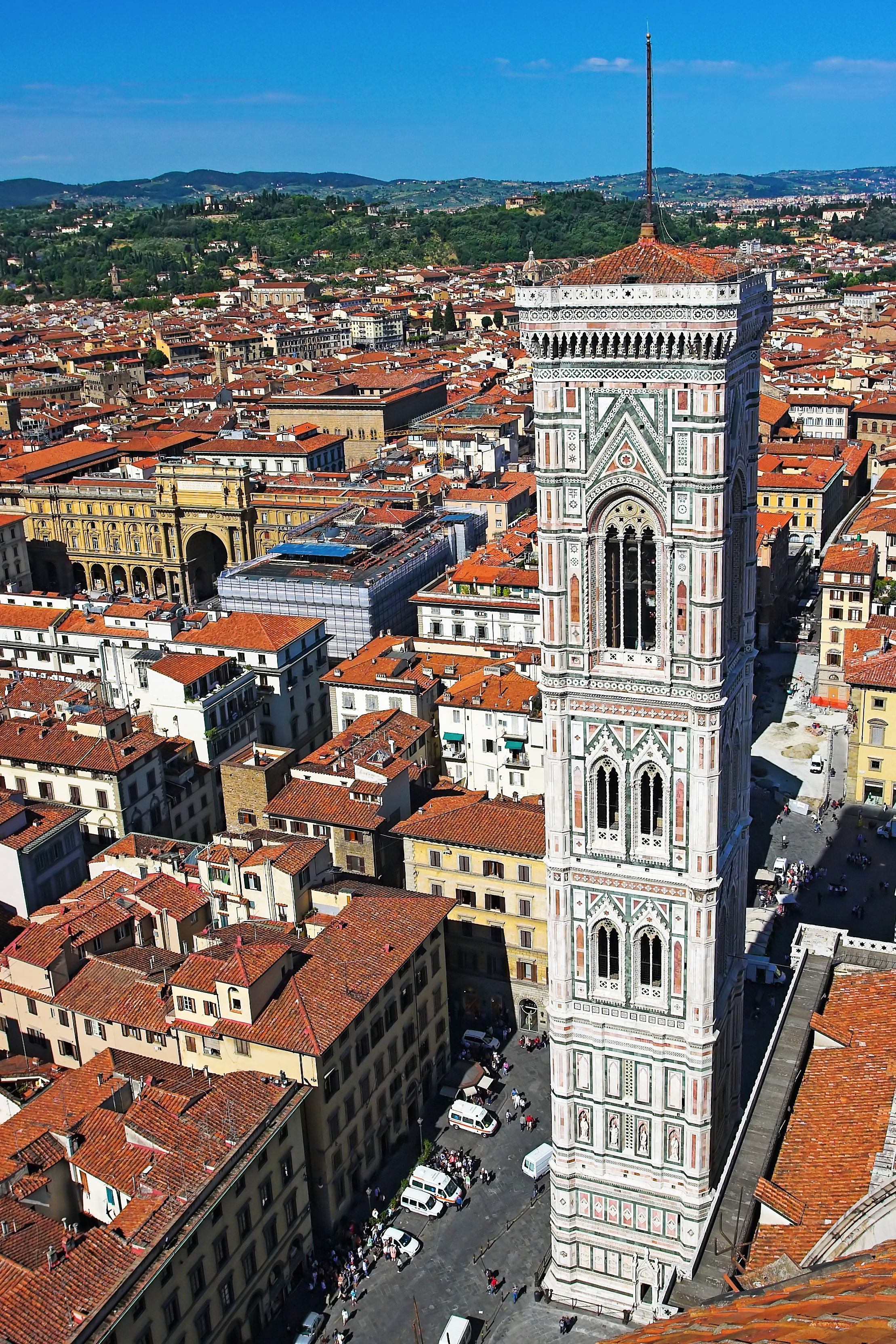
Le campanile de la cathédrale de Florence (1334-1357).

Comme architecte et comme sculpteur, Giotto a laissé à Florence un monument, le campanile de la cathédrale. Le 12 avril 1334, la commune de Florence honore Giotto du titre de Magnus magister (Grand maître), le nomme architecte en chef (capomaestro) de Santa Maria del Fiore, appelée alors Santa Reparata, et surintendant des travaux publics de la municipalité. Pour ce poste, il reçoit un salaire annuel de cent florins. La cathédrale, commencée par Arnolfo di Cambio, n'a pas encore de façade, de coupole ni de campanile. Il est probable que Giotto élève les premières assises de la façade, et c'est à lui sans doute qu'il faut attribuer le dessin si délicat des fenêtres dans les nefs latérales.
Mais son œuvre majeure est le campanile, tour carrée à trois étages de fenêtres, qui s'élève, sur la droite de la façade, à 84 mètres de hauteur. Décoré jusqu'au sommet d'incrustations de marbres de couleur, rehaussé de bas-reliefs et de statues, ce campanile est une merveille de grâce et de légèreté. Les fenêtres, qui vont s'agrandissant d'étage en étage, ajoutent à sa sveltesse aérienne ; avec le travail infini de leurs colonnettes, avec leur dentelle de marbres variés, elles sont peut-être, comme l'observe justement l'historien suisse Jacob Christoph Burckhardt, la plus belle œuvre de détail de tout le gothique italien, mais sa mort en 1337 marquera l'arrêt de sa contribution à cet édifice.
Le campanile, dans la pensée de Giotto, devait se terminer par une flèche élancée, à laquelle renoncèrent les successeurs du maître, Andrea Pisano et Francesco Talenti jusqu'en 1357. Des deux guirlandes de bas-reliefs qui s'enroulent à sa base, la première est due, pour la composition, et en partie même pour l'exécution, à Giotto. Il a voulu y résumer philosophiquement toute la vie et toutes les inventions humaines.

### Milan
Avant 1337, date de sa mort, il se rend à la demande d'Azzon Visconti à Milan, mais les œuvres de cette période ont toutes disparu. Cependant, les traces de sa présence sont demeurées, surtout dans l'influence exercée sur les peintres lombards du XIVe siècle, comme dans la Crucifixion de l'église San Gottardo in Corte.

### Mort à Florence

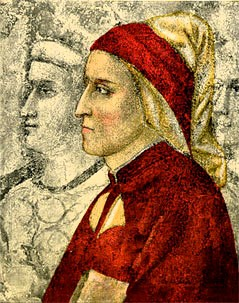
Portrait de Dante Alighieri, détail de la fresque de Giotto dans la chapelle du Bargello à Florence.

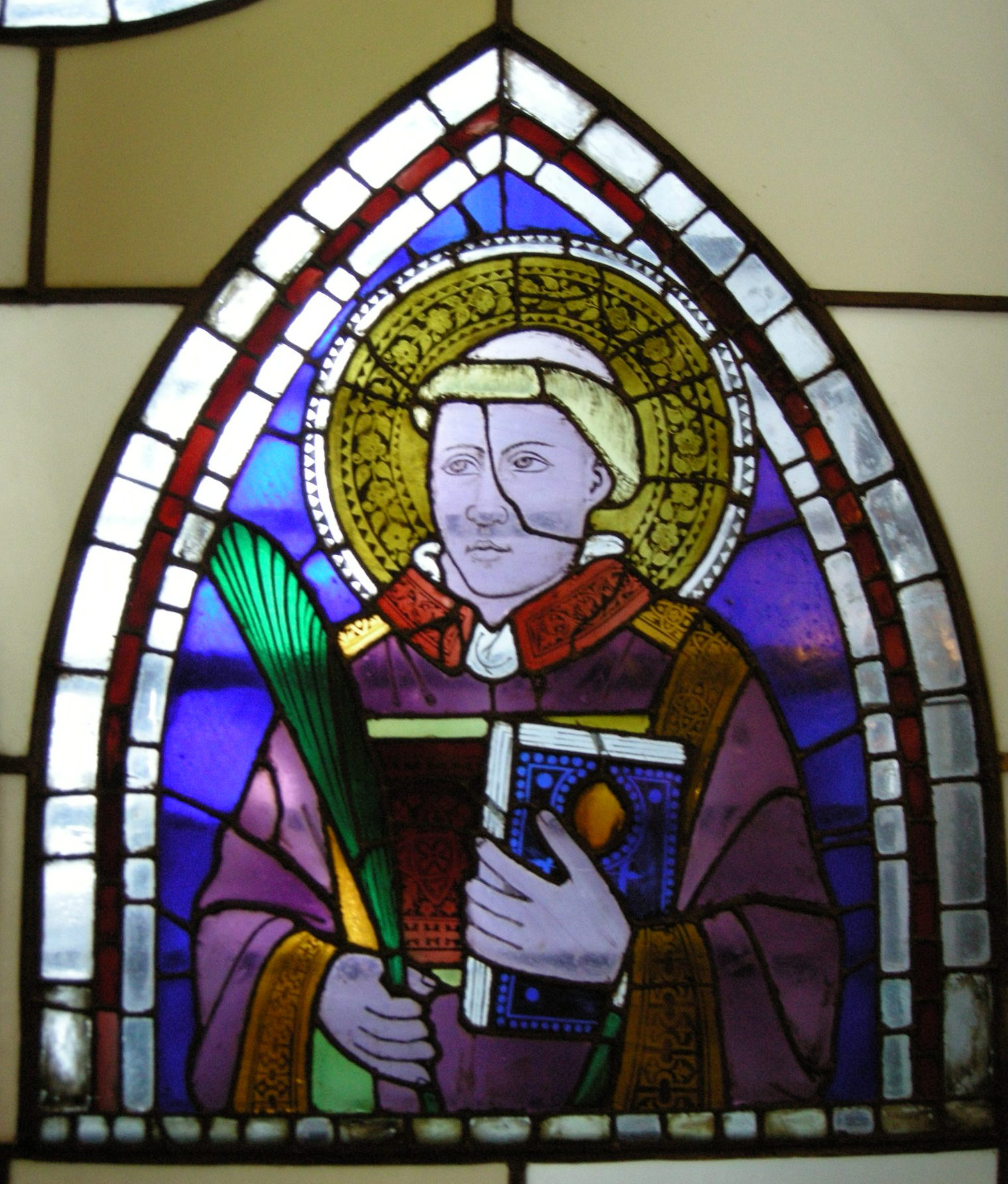
Vitrail attr. Giotto, Musée de Santa Croce.

Sa dernière œuvre florentine, complétée par ses assistants, est la chapelle du Podestà dans le palais du Bargello, où il peint un cycle de fresques, aujourd'hui en mauvais état de conservation (notamment en raison de restaurations incorrectes au XIXe siècle), qui représente des Histoires de Madeleine et le Jugement dernier. Dans ce cycle, le plus ancien portrait de Dante Alighieri est célèbre, peint sans le nez au crochet traditionnel.
Giotto meurt à Florence le 8 janvier 1337 (Villani rapporte la date de sa mort à la fin de 1336 selon le calendrier florentin) et est inhumé à Santa Reparata lors d'une cérémonie solennelle aux frais de la municipalité, dans la cathédrale dont il a été l'un des architectes.

## Œuvre

### Architecture
Vasari, dans le chapitre consacré à Giotto dans les Vies, le désigne comme « peintre, sculpteur et architecte », faisant référence à divers projets de construction. Bien que ces informations soient également confirmées dans les sources du XIVe siècle, ce n'est que depuis 1963 que des tentatives ont été faites pour systématiser de manière critique cet aspect de son œuvre, grâce aux contributions de Gioseffi. Partant de l'hypothèse que les architectures fréquemment peintes dans les œuvres de l'artiste pourraient être des représentations de bâtiments réels, une tentative a été faite pour trouver les caractéristiques stylistiques d'éventuels projets architecturaux de Giotto, vierges des modifications et ajouts ultérieurs.
Il pourrait être l'auteur de la construction de l'église de l'Arena à Padoue, peut-être du premier pont alla Carraia à Florence et de la forteresse Augusta à Lucques (aujourd'hui perdue). Le projet le plus lié, même dans le nom, à Giotto est le campanile de Santa Maria del Fiore. Déjà évoqué par le commentateur florentin anonyme de la Divine Comédie (vers 1395-1400), il est ensuite mentionné dans le Centiloque d'Antonio Pucci, qui lui attribue également les premiers reliefs décoratifs, par Ghiberti et d'autres, qui parle de sa conception et gestion du chantier jusqu'à la première commande. Un parchemin dans le Museo dell'Opera del Duomo de Sienne conserve un schéma du clocher que certains pensent être lié au projet original de Giotto, une hypothèse cependant controversée et non acceptée par tous les chercheurs. Les idées de Giotto seraient basées sur l'exemple d'Arnolfo di Cambio et seraient marquées par une audace au niveau statique qui tend à réduire l'épaisseur des murs porteurs.
Ragghiant attribue à Giotto la conception des premiers reliefs d'Andrea Pisano et d'autres, y compris la Création d'Adam et Eve, l'Œuvre des ancêtres, la Chasse, la Musique et la Récolte. Basé sur une note de Vasari, la conception du monument et les reliefs du tombeau de Tarlati dans la cathédrale d'Arezzo ont également été attribués à Giotto.

### Œuvres importantes
- Église Ognissanti de Florence
  - Crucifix monumental

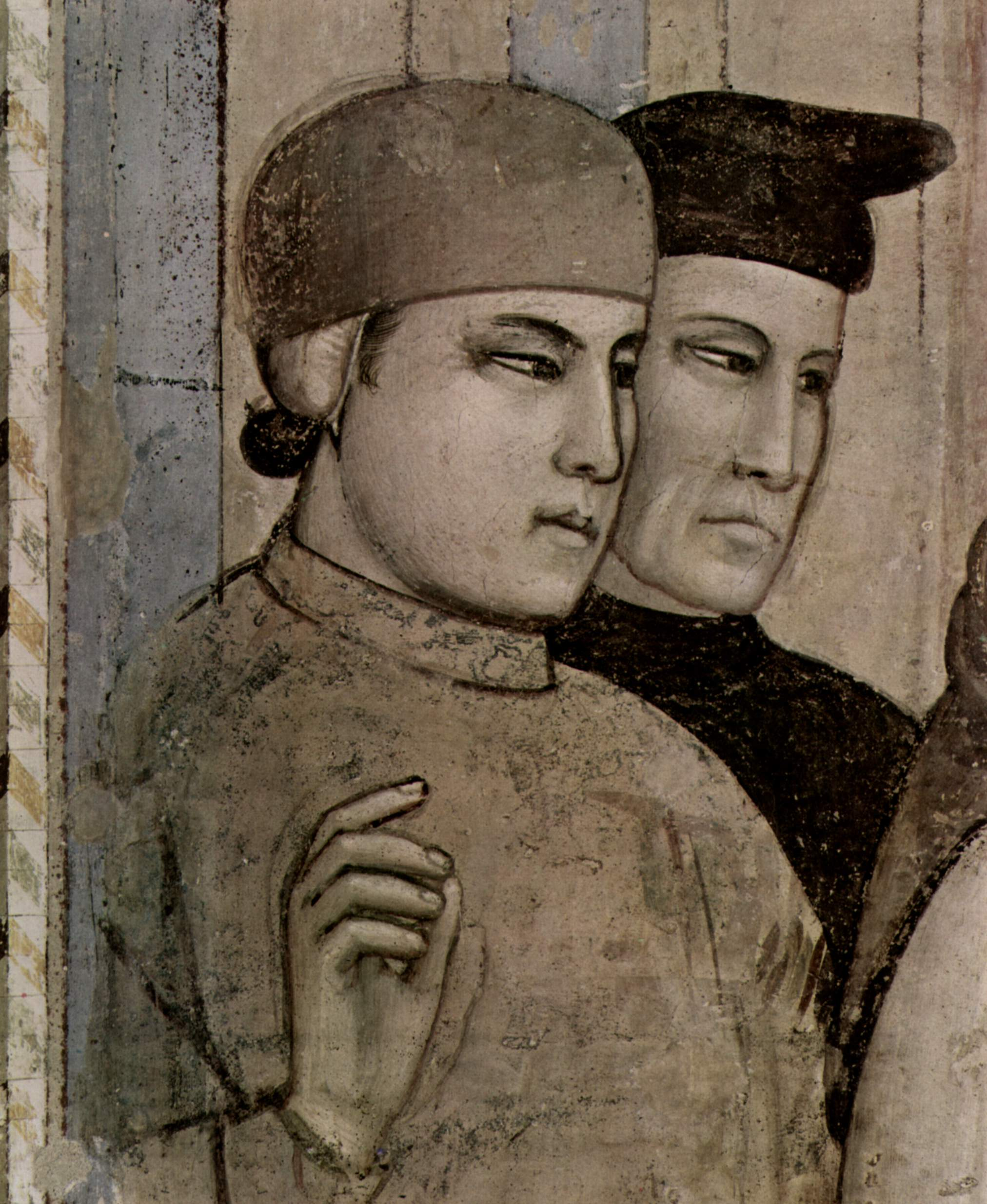
Vie de Saint François, Florence, chapelle Bardi de la basilique Santa Croce. Détail de la scène de L'Apparition des stigmates du Christ.

- Basilique Santa Maria Novella de Florence :
  - Crucifix à tabellone
- Basilique Santa Croce de Florence :
  - La Vie de saint François dans la chapelle Bardi, (voir ci-contre) ;
  - Cycle de la vie de saint Sylvestre avec son élève Maso di Banco ;
  - Fresques de Scènes de la vie de saint Jean-Baptiste dans la chapelle de la famille Peruzzi
- Les œuvres de Giotto aux Offices de Florence :
  - Vierge d'Ognissanti, vers 1310 (cachée au castello di Montegufoni pendant l'occupation allemande de la Seconde Guerre mondiale)
  - Polyptyque Badio
- Musée de l'Œuvre du Duomo de Florence :
  - Gâble qui coiffait l'une des fenêtres trilobées du campanile
  - Daedalus, inventeur du vol et incarnation de la technè des Grecs qui comprenait l'art et la technologie, bas-relief d'Andrea Pisano sur un dessin de Giotto, de 1334 à 1336
- Musée Horne : San Stephano, partie d'un polyptyque.
- Musée du Louvre, Paris :
  - Crucifix monumental peint, vers 1315
  - Saint François d'Assise recevant les stigmates, vers 1295/1300
- Metropolitan Museum of Art, New York :
  - L'Épiphanie, vers 1320, huile sur bois, 45,1 × 43,8 cm, un des sept panneaux d'un retable peint pour une église franciscaine.
- National Gallery of Art, Washington D.C. :
  - Madone, 1320-1330, un des cinq panneaux d'un polyptyque[16]
- Musée Jacquemart-André à l'Abbaye de Chaalis :
  - Saint Jean l’Évangéliste
  - Saint Laurent
- Autres :
  - Saint François donnant sa tunique au pauvre
  - la fresque de la Dormition de la Vierge du retable de Prato a été attribuée depuis à son élève Maso di Banco (conservée au musée Condé de Chantilly).

### Galerie

Œuvres de Giotto
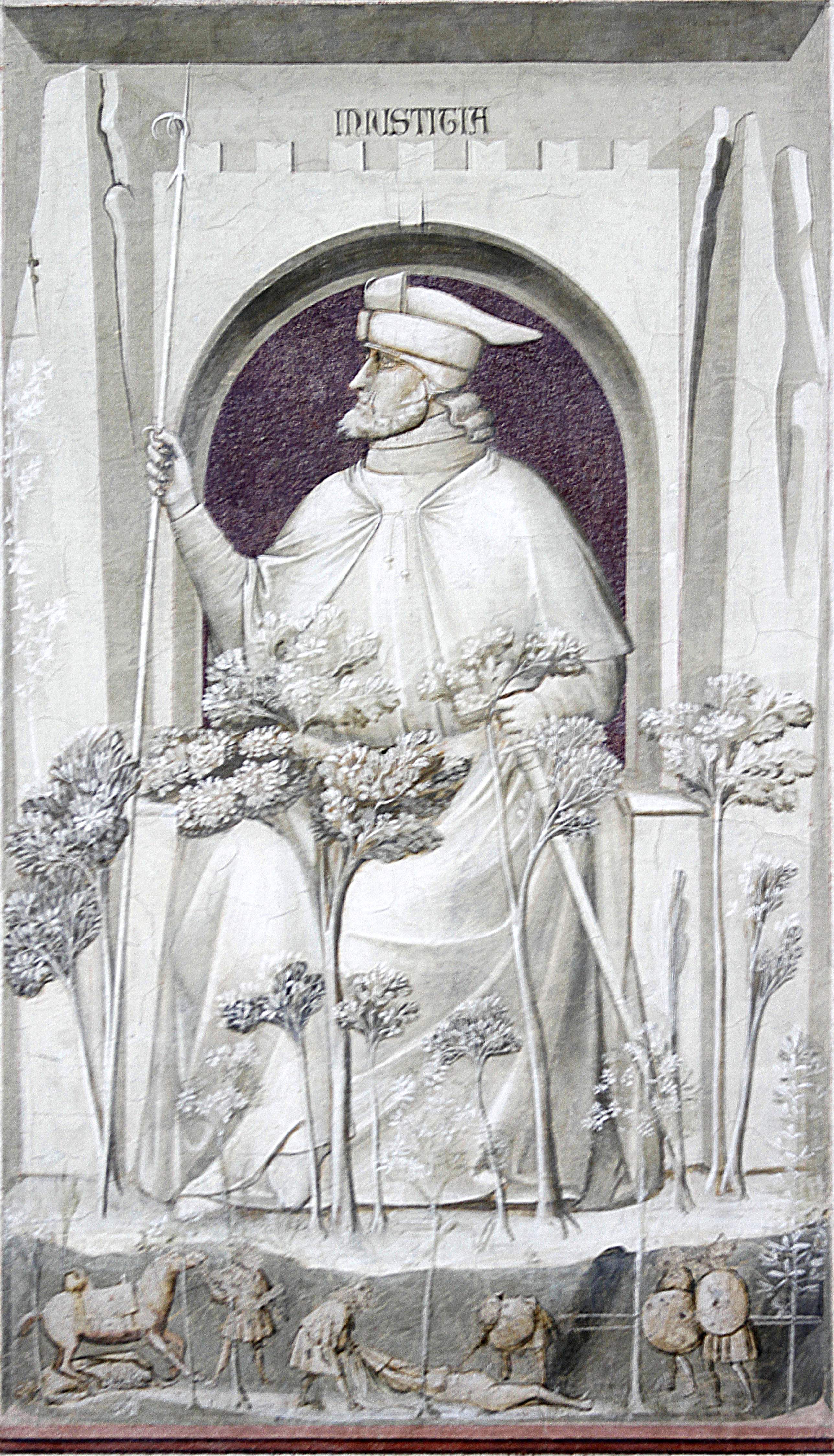
L'Injustice, série des Vices et des Vertus, église de l'Arena de Padoue.
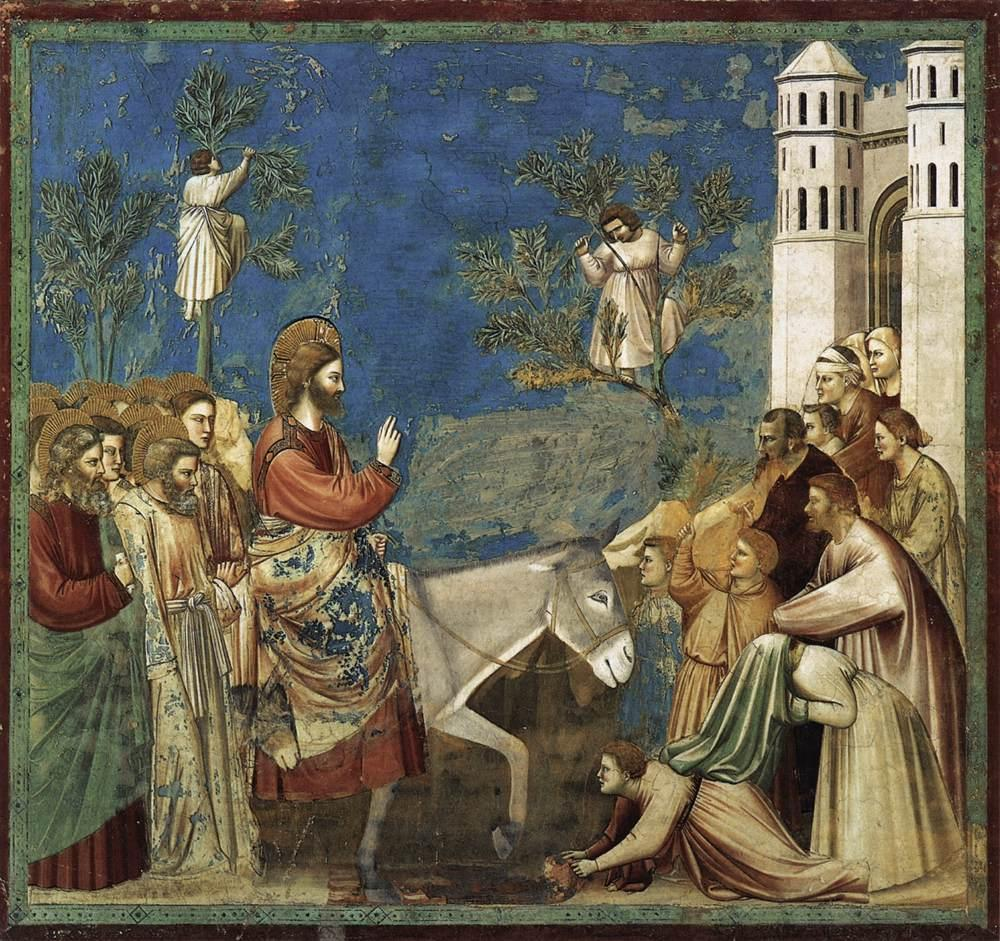
Entrée du Christ à Jérusalem, église de l'Arena de Padoue.
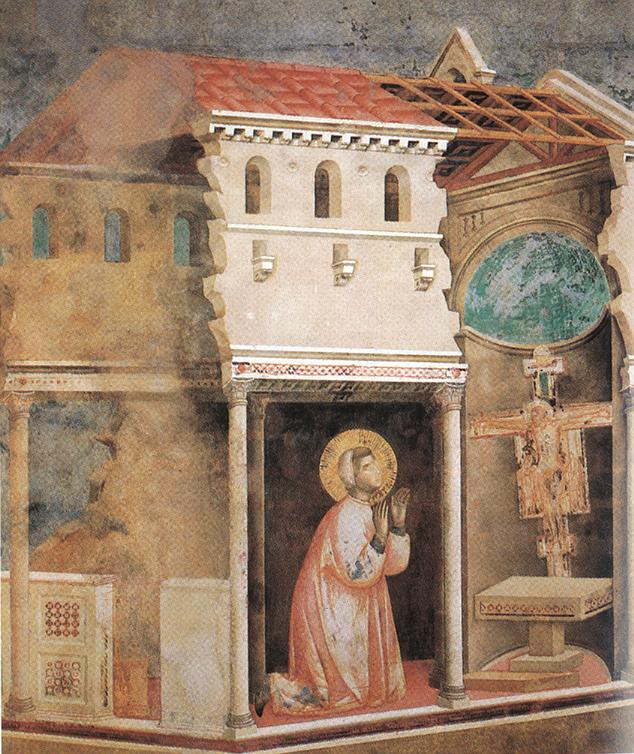
Miracle du crucifix, basilique Saint-François d'Assise.
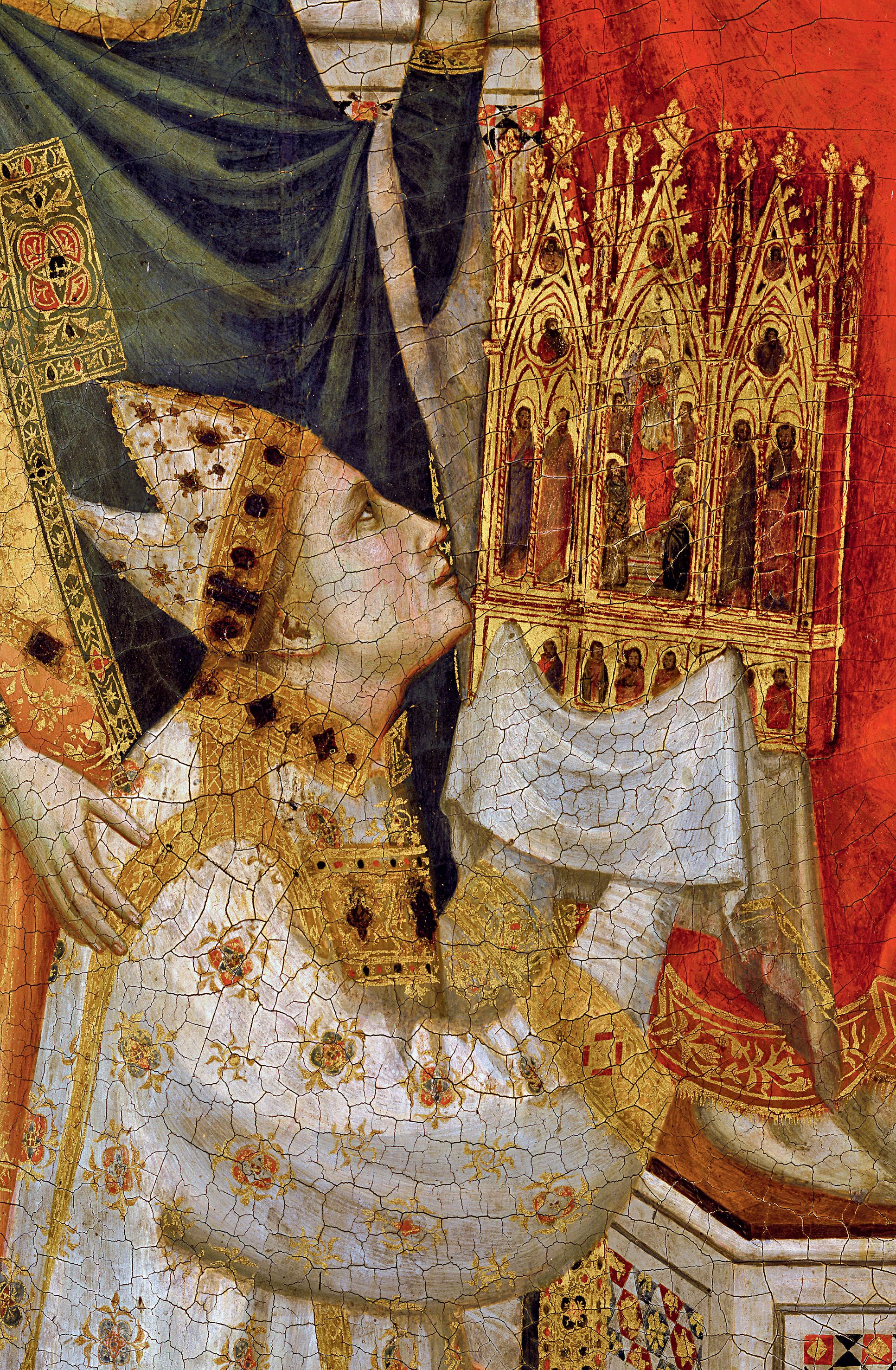
Triptyque Stefaneschi (détail), pinacothèque vaticane.
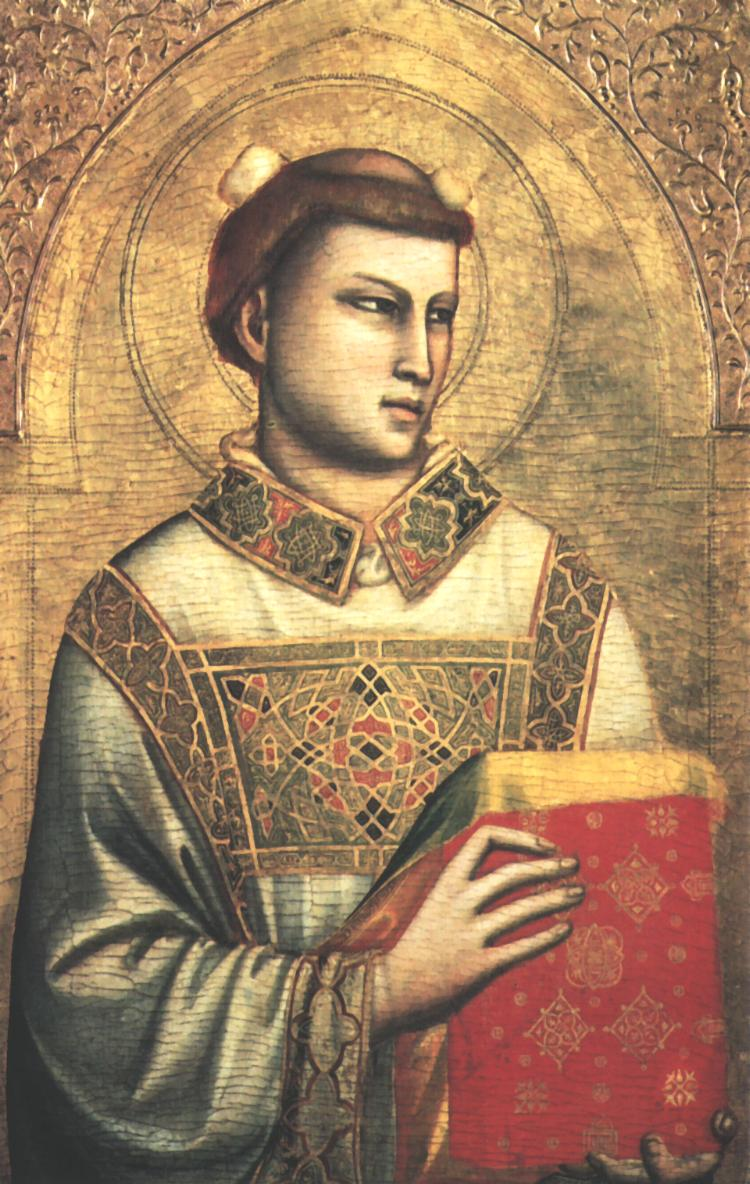
Saint Étienne (San Stefano), Florence, musée Horne.

## Impact et postérité

### Importance artistique
De son vivant, Giotto est déjà un artiste symbole, un mythe culturel, porteur d'une considération qui s'est plutôt amplifiée dans les siècles suivants. Le prestige de la citation de Dante Alighieri à son égard : « Cimabue se croyait le maître de la peinture, mais aujourd'hui Giotto, en vogue, obscurcit sa renommée. » est tel que, pendant plus d'un siècle, l'artiste sera le seul peintre cité comme référence digne des Anciens.
Giovanni Villani écrit : « Il était le maître le plus absolu dans la peinture de son temps, et celui qui a le plus dessiné chaque figure et agit avec le plus de naturel ».
Pour Cennino Cennini : « Il a changé l'art du grec en latin et l'a réduit au moderne », faisant allusion au dépassement des schémas byzantins et à l'ouverture vers une représentation qui introduit le sens de l'espace, du volume et de la couleur, anticipant les valeurs de l'âge de l'humanisme.
Berenson considère Giotto comme un précurseur évident de la Renaissance. Selon sa vision, il est le premier à habiller la représentation picturale de figures humaines d'une corporéité réaliste, dépassant le hiératisme byzantin et montrant les sentiments, exprimés de manière réaliste dans les attitudes et les traits du visage. De plus, il introduit (ou réintroduit après la peinture gréco-romaine) l'espace en peinture en utilisant une perspective pas encore évoluée, mais efficace. Les architectures peintes par Giotto prennent une valeur réaliste en tant qu'espaces habitables concrets et non plus symboliques comme elles l'étaient avec Cimabue. Les personnages de ses toiles ont une connotation psychologique et marquent les premières tentatives de laïcisation de la peinture. Tous ces thèmes, repris et développés par Masaccio dans les fresques de la chapelle Brancacci, ouvriront ainsi les portes de la véritable Renaissance.
Toujours selon Berenson, Giotto laisse à chaque figure importante sa pleine valeur tactile, évitant les regroupements confus. La construction est architecturale, il part des tonalités claires pour obtenir, à partir d'elles, des contrastes faciles. Chaque trait est chargé d'une intention et concourt à l'intention générale.
Pour Luigi Lanzi, comme Boccace rendit la langue italienne propre à prendre toutes les formes, Giotto rendit la peinture propre à traiter tous les sujets.
Pour Daniel Arasse, le rôle de Giotto est essentiel dans l'émergence de la figure humaine. Il donne à l'homme une dimension historique, avec ses beautés, ses drames et son éventuelle grandeur. Dans son Arrestation de Jésus dans la chapelle des Scrovegni, il substitue à l'immobilité iconique une majesté monumentale qui transforme la tragédie en drame, en action (Argan). Son saint François acquiert une dignité et une autorité morale qui en font une figure historique. Les personnages occupent le devant de l'espace ; les architectures, les cités, les paysages établissent le lien entre les diverses scènes dont l'istoria particulière détermine à chaque fois une composition spatiale et perspective, assurant ainsi avec efficacité, la présence concrète de la figure responsable de son action.

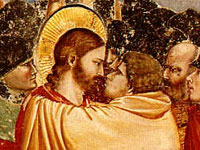
Arrestation de Jésus, détail.

Le modernisme de Giotto se retrouve dans sa représentation de la liberté, responsabilité assumée par l'homme de sa propre histoire. Dans le regard qu'échangent le Christ et Judas dans l'Arrestation de Jésus, se rencontrent deux libertés qui se reconnaissent dans leur exercice contradictoire.
Ses séjours à Rome ont été particulièrement profitables à Giotto : ils lui ont offert la possibilité d'une comparaison avec le classicisme, mais aussi avec des artistes comme le sculpteur Arnolfo di Cambio et les peintres de l'école locale, Pietro Cavallini, Jacopo Torriti et Filippo Rusuti, qui sont animés par le même esprit d'innovation et d'expérimentation qu'ils ont instillé en travaillant sur les chantiers des grandes basiliques inaugurées par Nicolas III et Nicolas IV.
Alors que la pensée de Dante Alighieri a une structure doctrinale calquée sur la pensée de saint Thomas d'Aquin, celle de Giotto a une structure éthique qui trouve sa source en saint François d'Assise. La langue de Giotto est gothique et élimine ce qui restait de byzantin dans la culture gothique européenne. Pour Giotto, le fait historique est ce qui met en œuvre et révèle le plan divin ; sa manière de penser l'histoire est une manière ancienne et chrétienne : pour lui, l'ancien est une expérience historique à investir dans le présent. Le naturel, trait caractéristique de l'artiste, est récupéré de l'ancien grâce au processus intellectuel de la pensée historique.
Son élève est Giottino, son fils adoptif. Le père biologique de Giottino semble être Stefano Tolomelli. C'est pourquoi, selon certaines sources, Giottino aurait signé comme Giottino di Stefano. Les sources qui suggèrent que Giotto aurait répudié l'un de ses fils en faveur de Giottino, qui était plus habile et capable en dessin, restent infondées.

### Écoles giottesques et influence

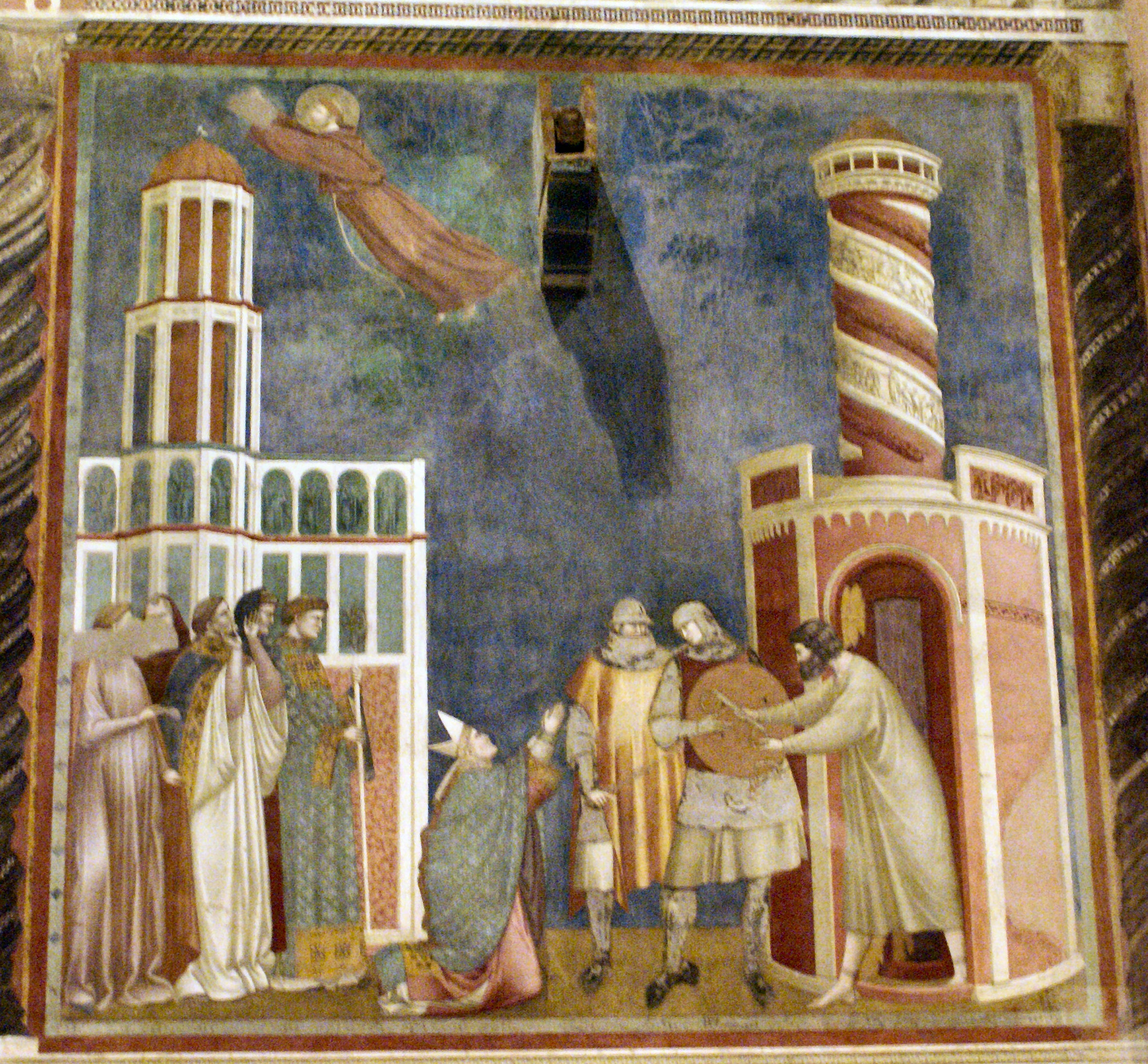
Œuvre d'un disciple: Libération de l'hérétique, basilique supérieure d'Assise, peut-être par le Maestro della Santa Cecilia.

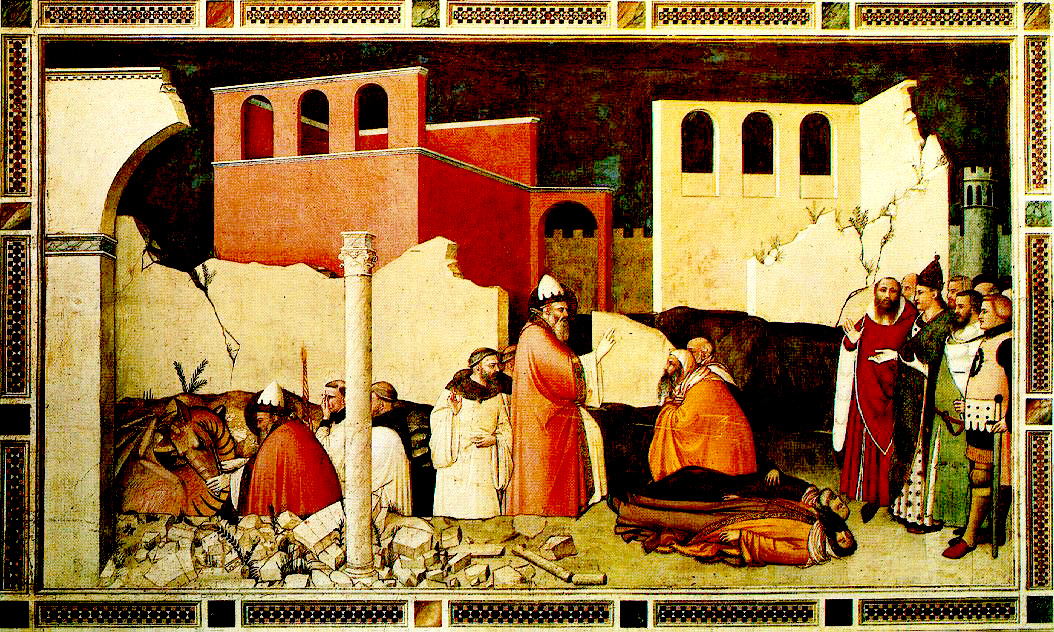
L'un des meilleurs élèves de Giotto: Maso di Banco, San Silvestro ressuscitant deux sorciers, chapelle Bardi di Vernio, Santa Croce, Florence.

Giotto a réalisé les nombreuses commandes avec son atelier en utilisant une organisation du travail mise en place selon une logique qui serait qualifiée aujourd'hui d'« entrepreneuriale », qui organisait la coordination du travail de nombreux collaborateurs. Cette méthode, autrefois utilisée uniquement sur les chantiers architecturaux et par les ouvriers des sculpteurs et tailleurs de pierre actifs dans les cathédrales romanes et gothiques, est l'une des innovations majeures faites en peinture par son équipe, et explique également la difficulté d'analyser et d'attribuer nombre de ses travaux.
Vasari cite les noms de certains des plus proches collaborateurs, pas tous célèbres : Taddeo Gaddi, Puccio Capanna, Ottaviano da Faenza, Guglielmo da Forlì, par lesquels, en ajoutant le travail d'un mystérieux Augustinus, l'influence de Giotto a atteint l'école de Forlì. À ceux-ci, il faut ajouter les nombreux adeptes de son style qui ont créé des écoles locales dans les régions où il est passé.
À Florence et en Toscane, les soi-disant « protogiotteschi » sont des adeptes qui ont vu Giotto au travail dans sa ville : Maso di Banco, Giottino, Bernardo Daddi, le Maestro della Santa Cecilia, le Maestro di Figline, Pacino di Buonaguida, Jacopo del Casentino, Stefano Fiorentino. Les biographies de nombre de ces peintres ne sont pas encore bien documentées : la vie et les œuvres de Giottino ou Stefano Fiorentino demeurent encore largement mystérieuses.
Daniel Arasse considère Giotto comme le grand initiateur de la peinture moderne. Il oriente de manière nouvelle et définitive certaines traditions et dégage l'importance de la figure humaine, actrice de son histoire. Son style est immédiatement repris et adapté en fonction des habitudes et des capacités locales partout où il travaille, que ce soit à Florence, Padoue, Assise ou encore Rome. À Florence, dès le XIVe siècle, l'école de peinture est « giottesque », chaque personnalité poussant plus loin l'héritage du maître. Au Trecento, les « giottesques » adaptent plus qu'ils ne renouvellent la manière du maître : l'espace se creuse davantage, l'environnement se fait plus familier, le goût du détail s'affirme, perdant de la force épique originale.
En Ombrie, le style Giottesque a pris une connotation dévotionnelle et populaire reconnaissable dans les œuvres du Maestro di Santa Chiara da Montefalco, du Maestro Expressionniste di Santa Chiara, de Puccio Capanna et du soi-disant Maestro colorista.
Une école est née à Rimini qui a connu une brève période de splendeur avec Neri da Rimini, Giuliano Da Rimini, Giovanni da Rimini, le Maestro di l'Arengario. Parmi les auteurs d'œuvres intéressantes, le maître de Tolentino adapte la matrice de Giotto avec des influences locales et, surtout, bolognaises, dans les fresques de la basilique San Nicola de Tolentino et de l'abbaye de Pomposa. Cette école d'Émilie-Romagne a également produit des chefs-d'œuvre dans le domaine de la miniature.
L'influence de Giotto s'étend alors aussi aux écoles du nord comme en témoignent les œuvres, après deux générations, d'Altichiero da Zevio, Guariento et Giusto de Menabuoi. La présence de Giotto à Naples a également laissé une empreinte durable, comme le montrent les œuvres d'artistes tels que Roberto di Oderisio (actif dans les années 1330 et mentionné jusqu'en 1382), qui a décoré l'église de l'Incoronata avec des fresques à l'élégance aristocratique (détachées et conservées à la basilique Santa Chiara de Naples).
La relation entre Giotto et l'école romaine n'est pas totalement claire, en particulier les chercheurs ne sont pas d'accord sur le fait que ce sont les Romains (Pietro Cavallini, Jacopo Torriti, etc.) qui ont influencé Giotto et les Toscans, ou l'inverse. Les études les plus récentes semblent pencher davantage vers la première hypothèse. En tout cas, les activités artistiques à Rome déclinent inexorablement après le transfert de la papauté à Avignon en 1309.
En fin de compte, Giotto, avec ses nombreux voyages, fut le créateur d'un style « italien » dans la peinture, qui est utilisé de Milan à Naples, en passant par différentes régions. L'influence de Giotto est également présente chez les auteurs d'autres écoles, comme l'école parallèle siennoise, comme le montrent les paramètres architecturaux de certaines œuvres, par exemple celles de Pietro et Ambrogio Lorenzetti. Giotto est également à l'origine de la révolution de la Renaissance florentine qui a suivi.

### Influence culturelle
Giotto est le protagoniste d'une histoire du Decameron (la cinquième du sixième jour). Il est également mentionné dans le Purgatoire de Dante (Purgatorio - Canto onzième.) et dans Trecentonovelle de Franco Sacchetti.
Giotto est une marque populaire de crayons de couleur de la société Fabbrica Italiana Lapis ed Affini.

### Hommages

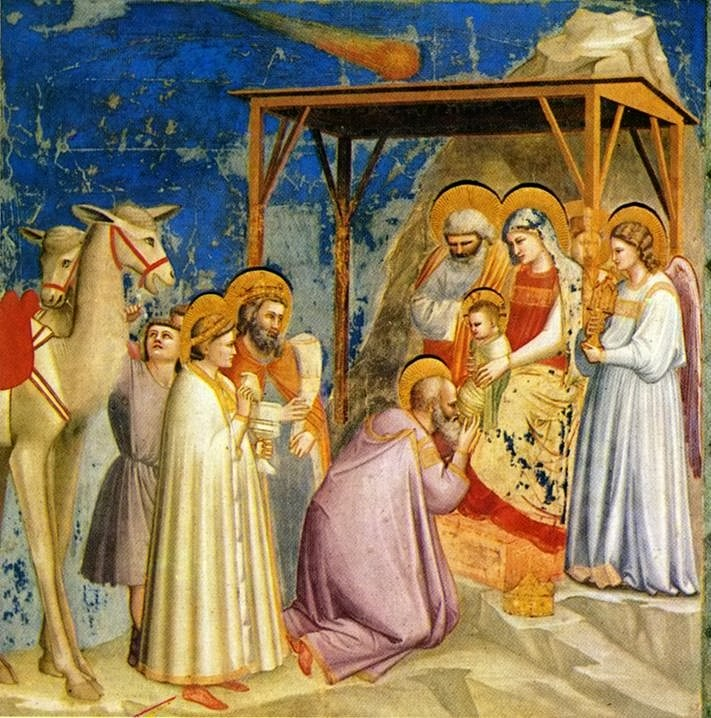
Adoration des mages de Giotto.

- Une mission spatiale conçue et construite par l'Agence spatiale européenne pour l'étude approfondie de la comète de Halley, porte le nom de Giotto. Car, en faveur d'une fresque à la chapelle des Scrovegni de Padoue, il fit peindre une étoile en forme de comète.
- Le cratère Giotto, à la surface de Mercure, a été nommé d'après l'artiste.
- Un astéroïde lui a été dédié, le 7367 Giotto.

### Citations à propos de Giotto
Plusieurs témoignages littéraires, qui ne nous apprennent pas grand-chose sur la vie de Giotto, marquent l'influence de l'œuvre de Giotto sur ses contemporains parmi lesquels le chant XI du Purgatoire de Dante — qui fut son ami — la nouvelle VI, 5 Décaméron de Boccace et Le Vite de' più eccellenti pittori, scultori e architettori de Vasari.
Boccace, dans une nouvelle du Décaméron, écrite vers 1350, se montre particulièrement enthousiaste au sujet de la peinture de Giotto :

« Il possédait un génie si puissant, que la Nature, mère et créatrice de toutes choses, ne produit rien, sous les éternelles évolutions célestes, qu'il ne fût capable de reproduire avec le stylet, la plume ou le pinceau : reproduction si parfaite que, pour les yeux, ce n'était plus une copie, mais le modèle lui-même. Très souvent ses œuvres ont trompé le sens visuel, et l'on a pris pour la réalité ce qui est une peinture »

— Boccace, le Décaméron, Sixième Journée, Cinquième Nouvelle, Classiques Garnier, 1952, p. 413.)
Léonard de Vinci lui-même fait de Giotto un peu plus d'un siècle après sa mort (entre 1490 et 1500) un jalon essentiel dans le naturalisme inhérent à la démarche de l'artiste de la Renaissance. Il le décrit comme une sorte d'autodidacte bouleversant les dogmes picturaux de son époque ouvrant la voix à l’indépendance intellectuelle de l’artiste vis-à-vis des académismes et le place en unique intercesseur entre la nature et le spectateur : 

« Que la peinture va déclinant d'âge en âge et se perd, si les peintres n’ont d'autres guide que ce qui s'est fait avant eux. Le peintre fera une œuvre de peu de valeur s’il prend pour guide les œuvres d'autrui, mais s'il étudie d'après les créations de la nature il aura de bons résultats. Nous voyons cela chez les peintres qui suivirent les Romains et qui s’imitaient toujours l'un l'autre, et l'art déclinait toujours d’âge en âge. Après eux vint Giotto de Florence, qui ne se contentait pas d'imiter les ouvrages de son maître Cimabue, étant né dans la solitude des montagnes habitées seulement par des chèvres et d'autres bêtes ; ce Giotto donc, étant porté à cet art par sa nature, commença à dessiner sur les pierres les attitudes des chèvres qui gardait ; et il se mit à représenter tous les autres animaux qui se trouvaient dans cette région, si bien qu'après beaucoup d'études il dépassa non seulement tous les maîtres de son époque, mais aussi tous ceux de plusieurs siècles antérieurs. Après lui, cet art baissa de nouveau, car tous imitaient ce qui s'était fait avant eux, et il alla déclinant de génération en génération, jusqu'au moment où Tomaso de Florence, dit Masaccio, montra par son travail parfait que tous ceux qui prenaient un autre guide que la nature, maître des maîtres, dépensaient de vains efforts.
Je veux dire, au sujet de nos études mathématiques, que ceux qui n’étudient que les maîtres et non les œuvres de la nature sont, quant à leur art, petit-fils et non fils de la nature, maîtresse des bons maîtres. Oh ! Quelle folie immense de blâmer ceux qui n'apprennent que de la nature, et ne s'occupent pas des maîtres, disciples de cette nature ! »

— Léonard de Vinci, Traité de la peinture, André Chastel, Léonard de Vinci, Calmann-Lévy, 2003, p. 103.)